# Bombardement op het Bezuidenhout

Het bombardement op een kaart die de Haagse bebouwing van 1940 weergeeft.

Het bombardement op het Bezuidenhout was een geallieerd vergissingsbombardement op de woonwijk Bezuidenhout in Den Haag. Het vond plaats aan het einde van de Tweede Wereldoorlog.
Op zaterdag 3 maart 1945 in de vroege ochtend vertrokken 61 middelzware Engelse bommenwerpers (49 Mitchells en 12 Bostons) van Melsbroek bij Brussel en van Vitry-en-Artois in Noord-Frankrijk, om enkele V2-gerelateerde doelen in Den Haag te vernietigen. In totaal bereikten 56 bommenwerpers het doelwit; de overige toestellen moesten door kleine technische problemen voortijdig omkeren. Het doel was het Haagse Bos (oudste bos van Nederland), dat de Duitse raketeenheden al enige tijd gebruikten om hun V2-raketten op te slaan en eraan te werken, voordat ze werden gelanceerd.
De eerste bommenwerpers arriveerden om acht minuten over negen boven Den Haag. Door een fout in de opdracht die de vliegers hadden meegekregen, gooiden ze hun bommen echter niet boven het Haagse Bos uit. In plaats daarvan vielen de bommen in de woonwijk het Bezuidenhout (ten zuiden van het Haagse Bos), maar ook op bijvoorbeeld het Korte Voorhout. Op de plek waar toen een hotel stond, zou na de oorlog de Amerikaanse ambassade worden gebouwd. De Franse ambassade ernaast werd ook getroffen en is op dezelfde plek weer opgebouwd (en later verhuisd). De grootste concentratie viel echter midden in het Bezuidenhout, hemelsbreed zo'n 1,2 kilometer van de twee richtpunten in het Haagse Bos.
De Haagse bevolking werd zwaar getroffen door het bombardement: ruim 550 mensen stierven, onder wie de bekende dichter-zanger J.H. Speenhoff. Ruim 250 mensen werden zwaargewond. Duizenden mensen werden dakloos, veel meer dan eigenlijk nodig was geweest. Doordat er zeer weinig brandblusmiddelen waren (weinig benzine, veel brandweerwagens geroofd door de bezetter, weinig brandweerlieden omdat die de Arbeitseinsatz vreesden) en de hulpdiensten geen ervaring hadden met de bestrijding van dit soort grote branden, gingen er veel meer huizen in vlammen op dan het bombardement had veroorzaakt. In totaal werd 67.000 kilo aan brisantbommen uitgeworpen boven de Haagse wijk.

## Het bombardement van 3 maart 1945

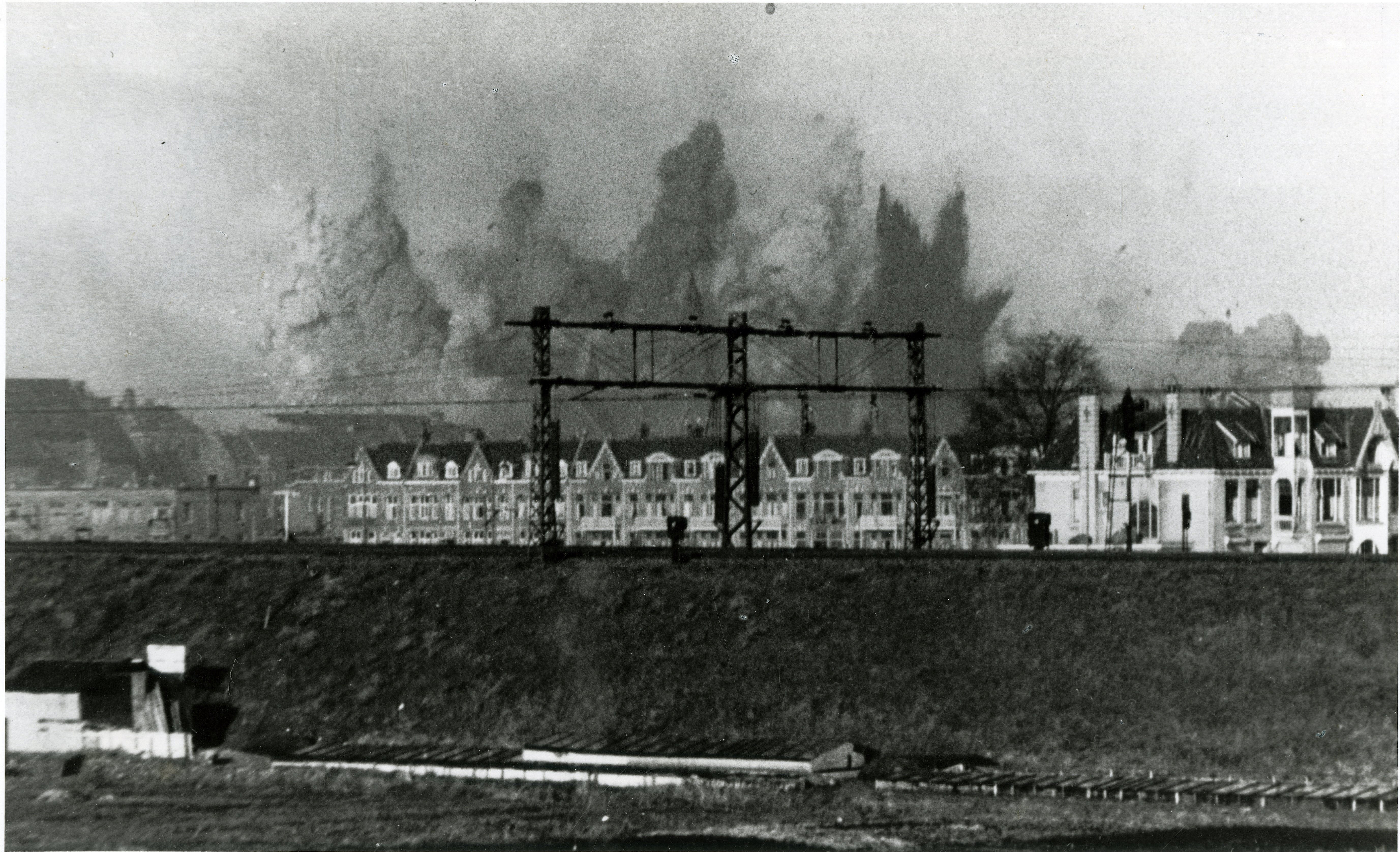
Ontploffingen in het Bezuidenhout, gezien vanuit Voorburg, vermoedelijk vanaf de Staringkade. Achter de spoordijk de Schenkkade hoek Laan van Nieuw Oost-Indië (Coll. Haags Gemeentearchief)

Op 2 maart 1945 waren Fighter Command en 2nd TAF het eens geworden over de te volgen procedures. Fighter Command zou de doelenlijst verschaffen en alle benodigde gegevens overhandigen aan 2nd TAF. Voor de rest kon 2nd TAF zelf bepalen waarmee, hoe en wanneer zij de aanval zouden uitvoeren. De resultaten van hun aanval zouden ze zelf verzamelen en doorgeven aan Fighter Command. Het doel met de hoogste prioriteit was nog steeds het Haagse Bos. Dit doel was ook het enige dat door middelzware bommenwerpers zou kunnen worden aangevallen; doordat de bommen werden afgeworpen van drie à vier kilometer hoogte zouden ze altijd verspreid worden over een groot oppervlak. Bepaalde doelen zouden dus nooit door middelzware bommenwerpers aangevallen kunnen worden, omdat de Nederlandse burgerbevolking te dicht bij deze doelen woonde.

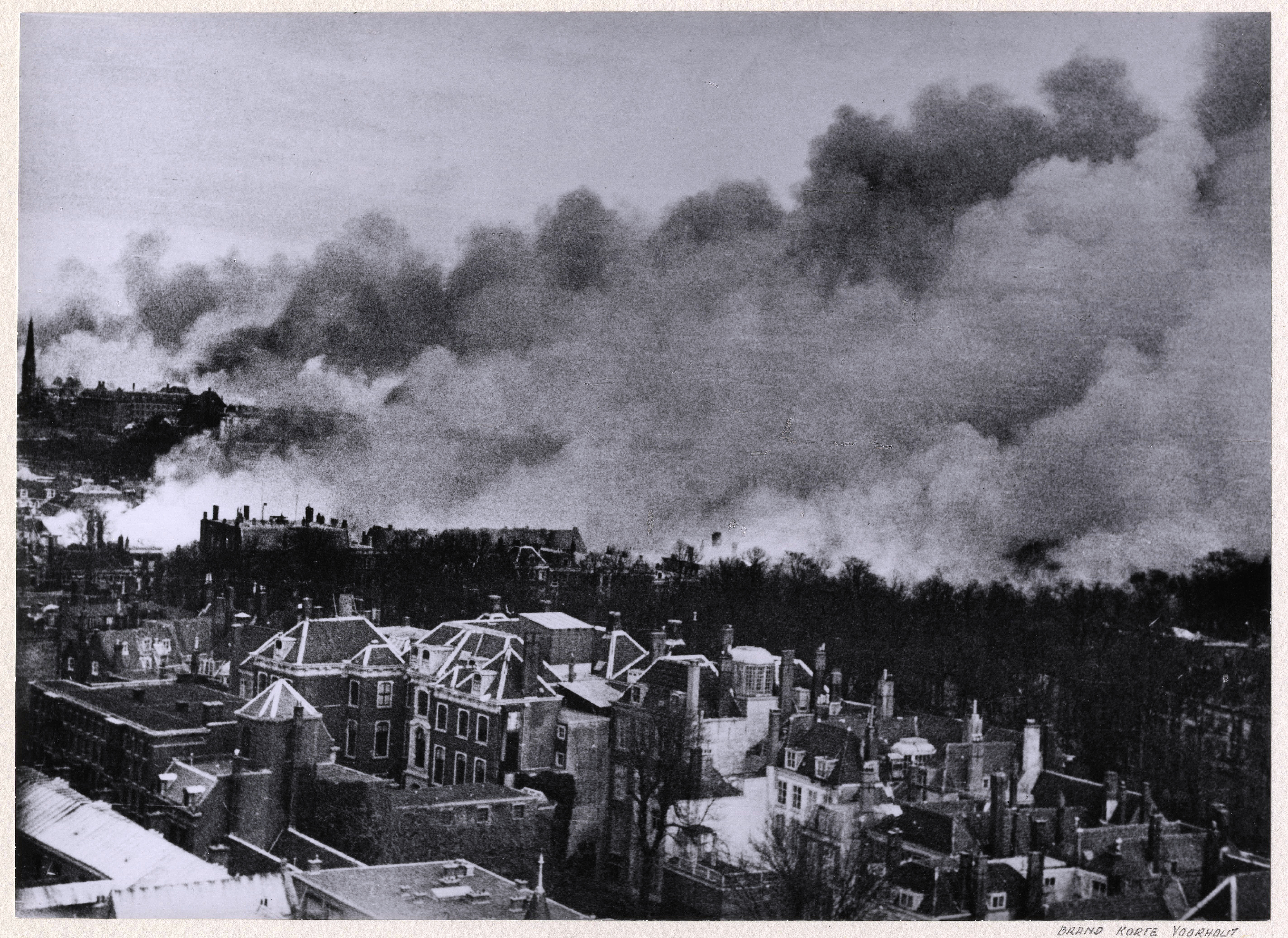
Dikke rookpluimen boven Bezuidenhout (rookpluim in de verte) en Korte Voorhout (dichtstbijzijnde rookpluim), na het bombardement op zaterdag 3 maart 1945, gezien vanaf de toren van de Sint-Jacobus de Meerderekerk in de Parkstraat met de huizen aan het Lange Voorhout op de voorgrond.

Diezelfde 2 maart werd in Brussel, op het hoofdkwartier van 2nd TAF, bevel gegeven aan 2 Group om de aanval uit te voeren. Het hoofdkwartier van 2 Group maakte aanvalsorder AO 717. De aanval werd uitgevoerd door vijf squadrons van 2 Group, te weten 98, 180, 226, 320 en 342. Deze vijf squadrons vormden twee eskaders: 137 Wing, dat bestond uit 226 en 342 Squadron en was gestationeerd op de Noord-Franse vliegbasis Vitry-en-Artois. Het andere eskader was 139 Wing, dat lag op de Belgische vliegbasis Melsbroek, bij Brussel, en bestond uit 98, 180 en 320 Squadron. De bommenwerpers waren verdeeld in vier aanvalsgolven, die vlak na elkaar boven het Haagse Bos zouden moeten arriveren. Daarin waren twee richtpunten gemaakt op de Leidsche Straatweg, één ter linkerzijde van de Laan van Nieuw Oost-Indië, aan de Haagse kant. Dit linker richtpunt was het doel voor het overgrote deel van 139 Wing, het zou om 09:00 moeten worden aangevallen. Het andere richtpunt lag ter rechterzijde van de Laan van Nieuw Oost-Indië, aan de Wassenaarse kant. Dit rechter richtpunt was het doel voor de andere drie aanvalsgolven van 137 Wing en de zes overgebleven toestellen van de andere Wing (139). Zij zouden dit rechter richtpunt moeten aanvallen om 09:05, 09:10 en 09:15 uur.
De informatie die 2 Group van het hoofdkwartier van 2nd TAF had gekregen was echter niet volledig en onjuist. Het doel was niet goed omschreven en er werd niet exact aangegeven welke wijken bewoond waren en welke niet. Dat er in aanvalsorder AO 717 over het richten van de bommen werd gesproken van "visueel richten, te controleren door Gee-H" zorgde ook voor verwarring. Gee-H was een radarrichtmiddel, te gebruiken om de bommen bij bewolkt weer te kunnen richten. De tijdsdruk die 2 Group werd opgelegd door 2nd TAF heeft waarschijnlijk ook een rol gespeeld.
Bombarderen met Gee-H door een wolkendek was onnauwkeuriger dan visueel bombarderen bij goed zicht. De Nederlandse vliegers Witholt, Loeff en Sjerp twijfelden of er bij de aanval op het Haagse Bos, dat 2 Group voor het eerst aanviel, wel voldaan kon worden aan de veiligheidseisen. Waarschijnlijk is het Witholt geweest die Embry hiervoor waarschuwde, vooral ook omdat Witholt wist dat het Bezuidenhout niet was geëvacueerd. Embry heeft nog een poging ondernomen om hierover zekerheid te krijgen. Laat op de vrijdagavond telefoneerde Embry hierover met het hoofdkwartier van 2nd TAF, maar daar wisten ze het ook niet. Om kort te gaan: er werd contact opgenomen met 2nd TAF, vandaar met het hoofdkwartier van Fighter Command, en vandaar met het ministerie voor Luchtvaart. Vanuit het ministerie werd er getelefoneerd met Fighter Command, dat weer 2nd TAF op de hoogte bracht, en zo kreeg 2 Group alsnog zijn informatie. De cirkel was rond, maar er was een fout in de informatieoverdracht geslopen: namelijk dat er rond het Haagse Bos niemand meer zou wonen, en dat er dus aan de veiligheidsmarges werd voldaan.
Ook in dit opzicht was 2nd TAF verantwoordelijk voor de foutieve informatie aan 2 Group. Ook het feit dat 2nd TAF niet toestond dat er directe communicatie plaatsvond tussen 2 Group en Fighter Command kan hebben bijgedragen aan de gebeurtenissen van 3 maart 1945. Verder is het zeer waarschijnlijk dat de vertegenwoordigers van Fighter Command aan die van 2nd TAF goed hebben uitgelegd welke gebieden bewoond waren en welke niet. Naderhand kon Hill, de bevelhebber van Fighter Command, Moolenburgh, de Nederlandse liaisonofficier, ervan overtuigen dat 'zijn' luchtmacht wel de juiste doelinformatie en inlichtingen gebruikte. Moolenburgh had al lang vóór de ramp van 3 maart geklaagd over Coninghams 2nd TAF. Uit de rapporten van de aanvalsvluchten van 2nd TAF boven Nederland kon Moolenburgh weinig opmaken. De fouten die 2nd TAF in het verleden had gemaakt, werden niet doorgegeven aan het ministerie voor Luchtvaart. Een week na de gebeurtenissen van 3 maart schreef hij dat er steeds meer klachten kwamen over 2nd TAF, dat ze allerlei particuliere eigendommen beschadigden en dat de eigenlijke doelwitten gespaard bleven. Moolenburgh wist toen nog niet dat het de toestellen van 2nd TAF waren geweest, die het Bezuidenhout hadden verwoest.
Op Vitry werden ten slotte de coördinaten van 137 Wing verwisseld en daardoor verkeerd ingetekend op de doelkaart voor de bemanningen. Zo kwam het richtpunt, dat eerst in het Haagse Bos had gelegen, midden in het Bezuidenhout te liggen. Dit was de laatste fout in een reeks van oorzaken die heeft bijgedragen aan de ramp van 3 maart 1945.
De Duitse aanvallen konden ongehinderd worden voortgezet: in de avond van 3 op 4 maart 1945 werden weer V2-raketten gelanceerd vanuit Den Haag. Een van deze raketten stortte neer bij de Schenkweg in het Bezuidenhout. Acht brandweermannen die branden als gevolg van het bombardement aan het blussen waren, verloren hierbij hun leven.

## Hulpverlening, slachtoffers en schade

### Hulpverlening na het bombardement
De hulpverlening na het bombardement schoot tekort. Het waterleidingnet was getroffen door het bombardement. Daardoor was de brandweer aangewezen op water uit sloten en uit de riolering. Het beschikbare materieel van de brandweer was uitgedund, doordat de bezetter materiaal had geconfisqueerd en afgevoerd naar Duitsland. Daarnaast was er een tekort aan brandweerlieden doordat een deel van hen in het kader van de Arbeitseinsatz gedwongen was in Duitsland te gaan werken. Anderen zaten ondergedoken of konden niet helpen doordat zij te ziek of verzwakt waren als gevolg van de Hongerwinter. De Haagse brandweer had in 1945 de beschikking over 7 autospuiten, 7 motorspuiten, 2 autoladders en 1 slangenauto. In de loop van de dag en die erna stroomde hulp toe uit vele gemeenten. Materieel en hulpverleners arriveerden uit Boskoop, Delft, Gouda, Haarlem, Hilversum, Leiden, Oegstgeest, Rotterdam, Rijswijk, Utrecht, Voorburg, Voorschoten, Vlaardingen, Waddinxveen, Wassenaar, Wateringen, Wormerveer en Zaandam. Door het verzet werd voorzien in 3.000 liter "illegale" brandstof, waardoor het blussen kon doorgaan tot 02.30 uur in de nacht van 3 op 4 maart.

### Slachtoffers en schade
Vaststellen van het aantal slachtoffers en hun identiteit werden bemoeilijkt door een aantal factoren. In Bezuidenhout was sprake van overbevolking. De wijk had toen een groot aantal mensen opgevangen, die dakloos waren als gevolg van het bombardement op Rotterdam in 1940. Later kwamen daar nog mensen bij die vanwege de aanleg van de Atlantikwall in Scheveningen uit hun huizen waren gezet. Er zaten ook personen ondergedoken, waarvan vaak niet de echte identiteit bekend was. Een voorbeeld van een onderduiker was de architect Jo Limburg, die samen met zijn vrouw vanwege hun Joodse achtergrond ondergedoken zat. Hun overlijden kon nooit worden vastgesteld, behalve op basis van verklaringen over hun onderduiken in de wijk. Veel omgekomen personen zijn nooit geïdentificeerd, omdat er door het intense vuur niets meer te identificeren viel. Als laatste waren er nog mensen waarvan de verblijfplaats niet in het Bevolkingsregister stond vastgelegd, omdat zij hun verhuizing niet hadden doorgegeven aan de gemeente. In 1945 schatte de gemeente het aantal dodelijke slachtoffers op 510 personen. Later is dat cijfer bijgesteld naar "minimaal 550". Recent onderzoek vanaf 2016 heeft de namen van 532 slachtoffers naar boven weten te halen. Daarnaast waren 330 personen "min of meer ernstig gewond" geraakt, 1.839 woningen volledig door brand verwoest en 391 onherstelbaar beschadigd. Het aantal woningen dat nog te herstellen was telde 1.168 stuks. Onder de geheel verwoeste gebouwen bevonden zich het gerechtshof, het provinciehuis, de Prinsesseschouwburg, Grand Hotel Paulez en 5 kerken.

### Foto's

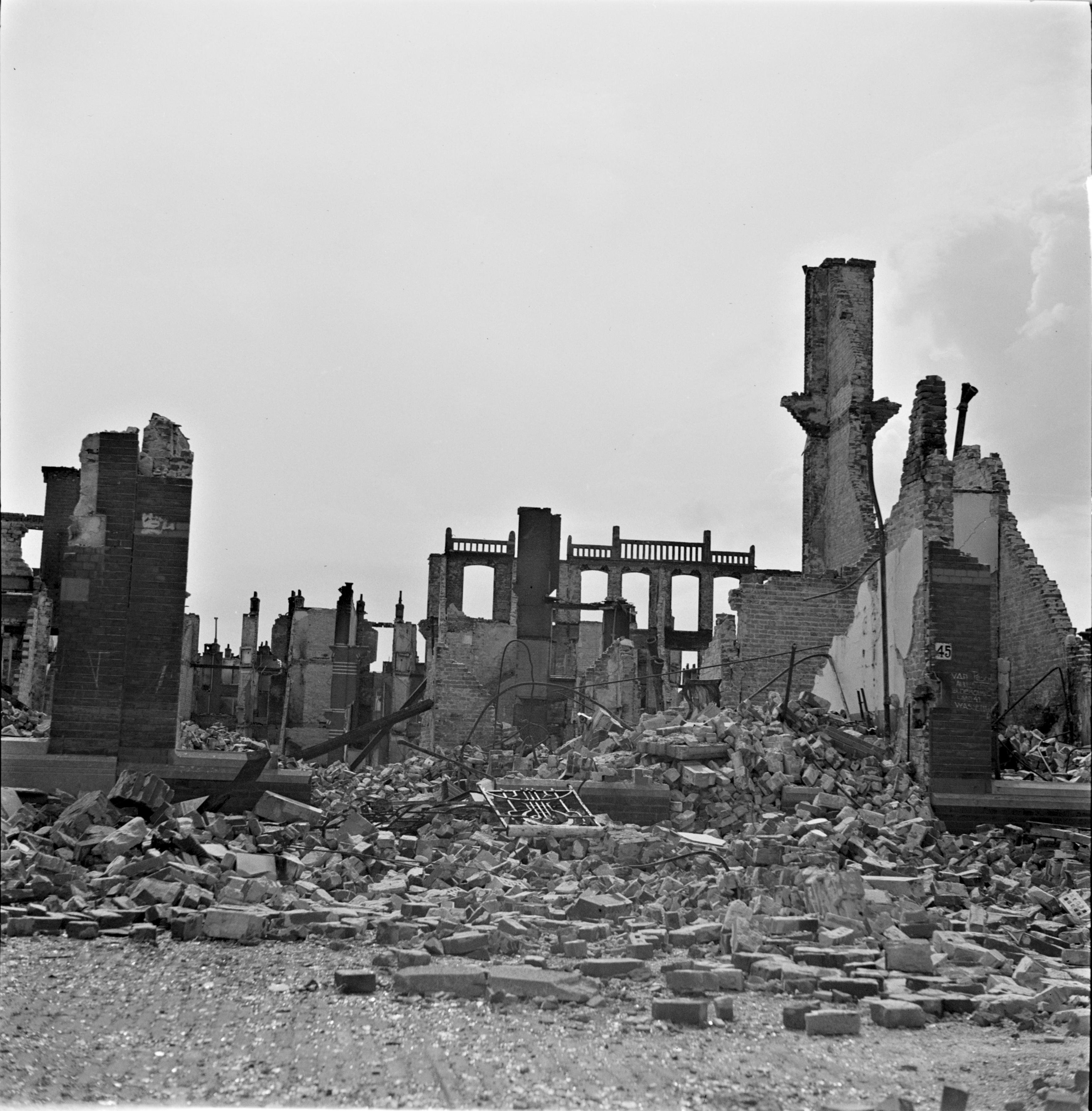
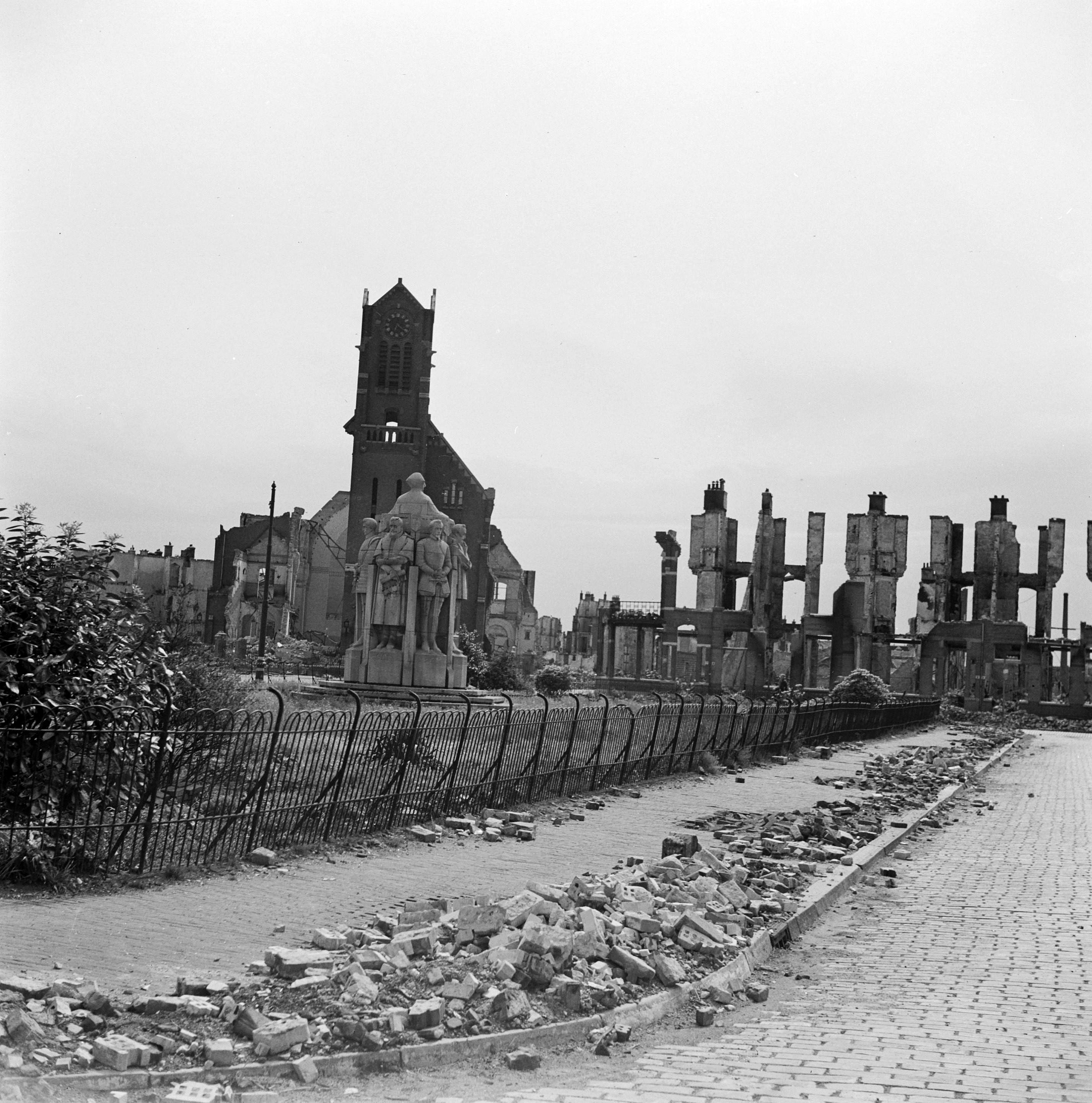
Juliana van Stolberg monument en ruïnes van de Wilhelminakerk
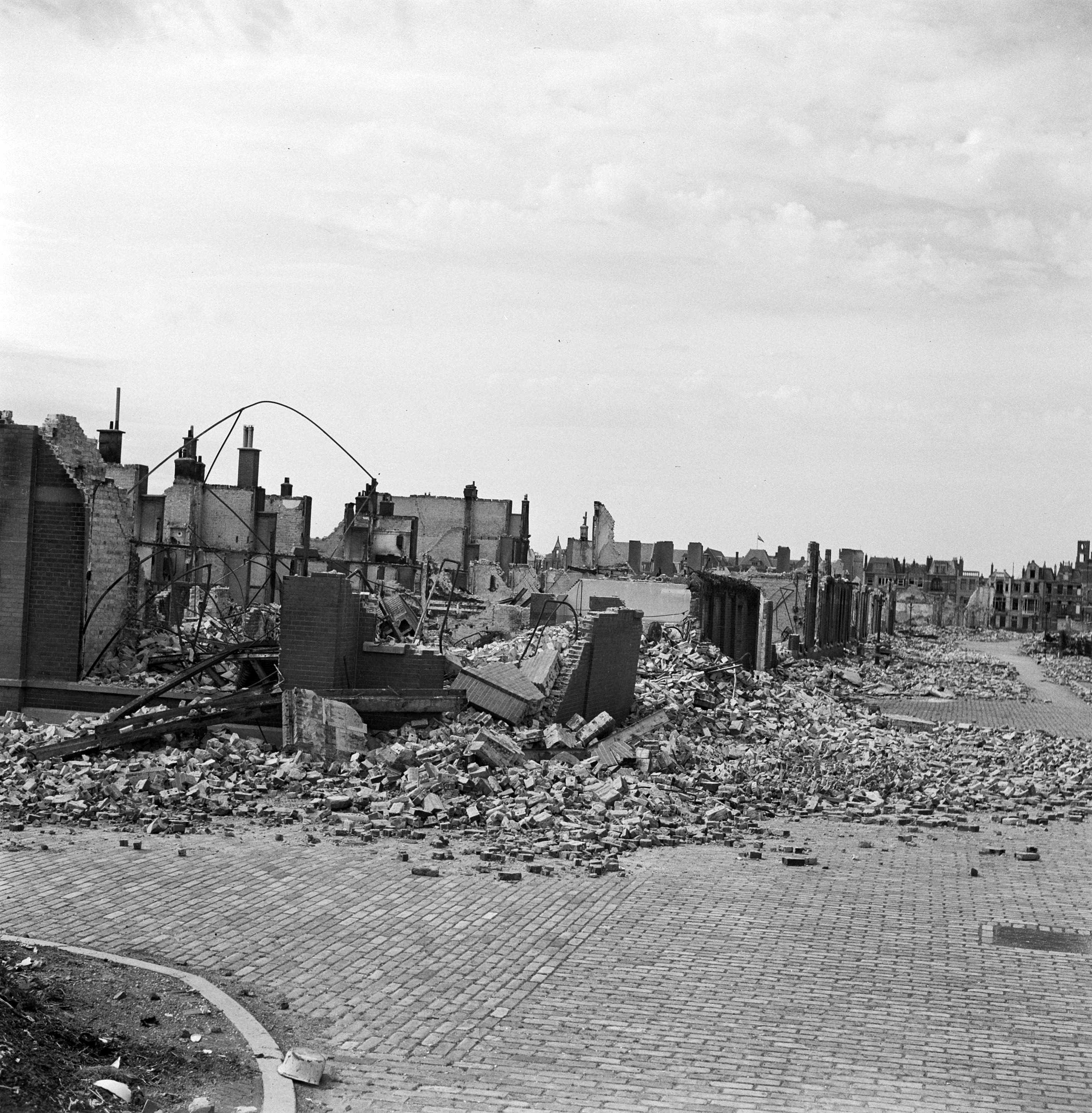
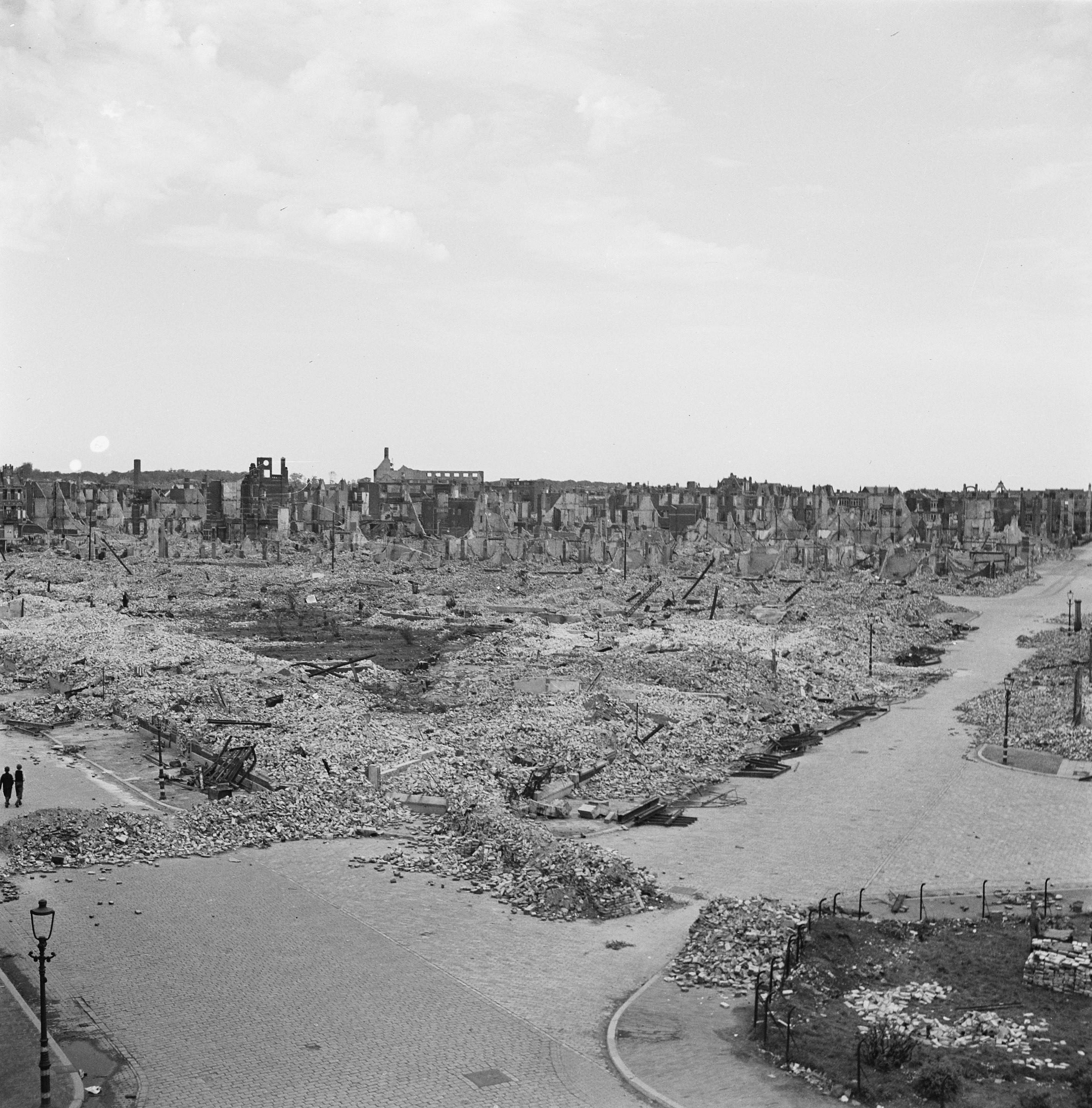
Door het intense vuur stortten vele huizen volledig in
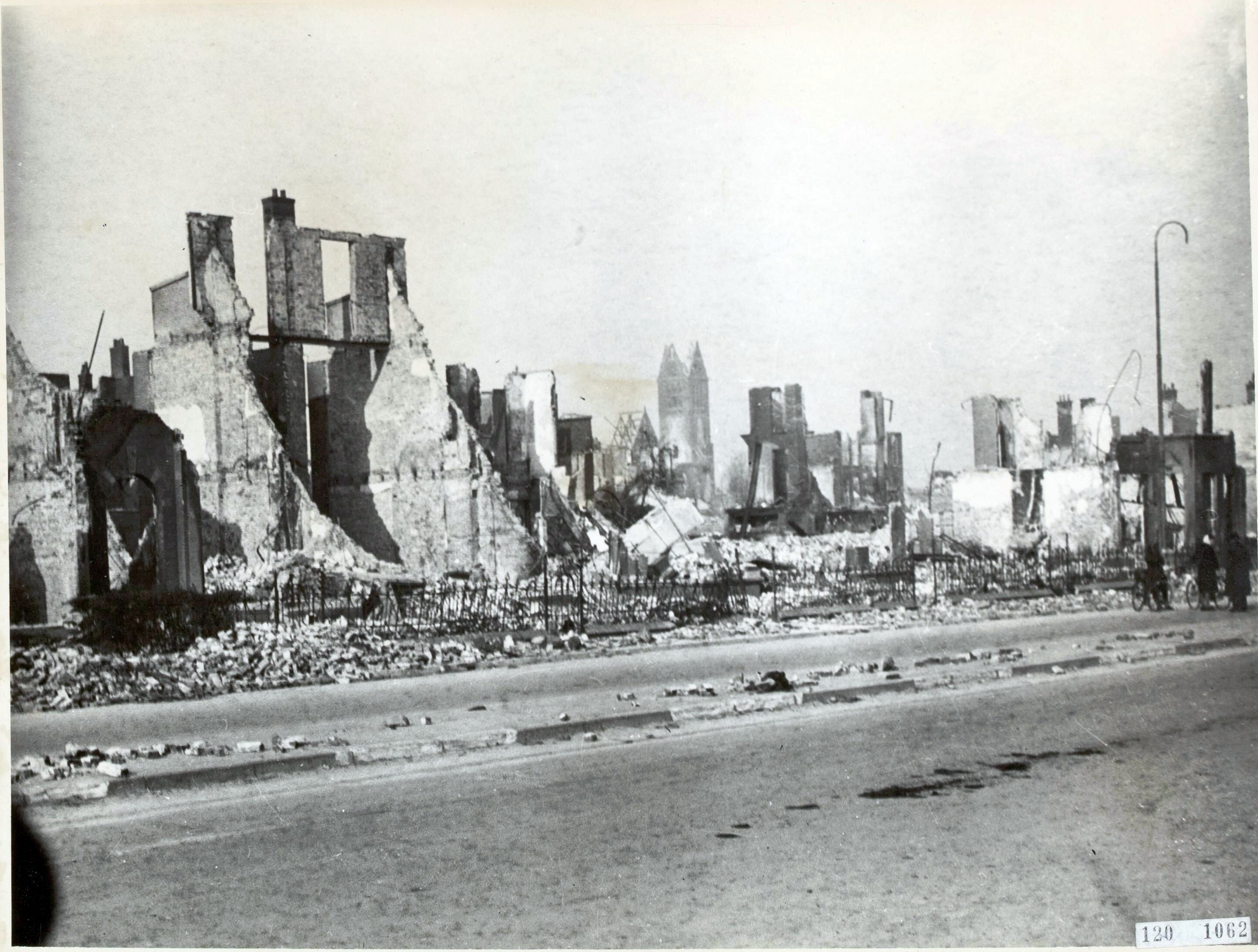
Laan van Nieuw Oost-Indië
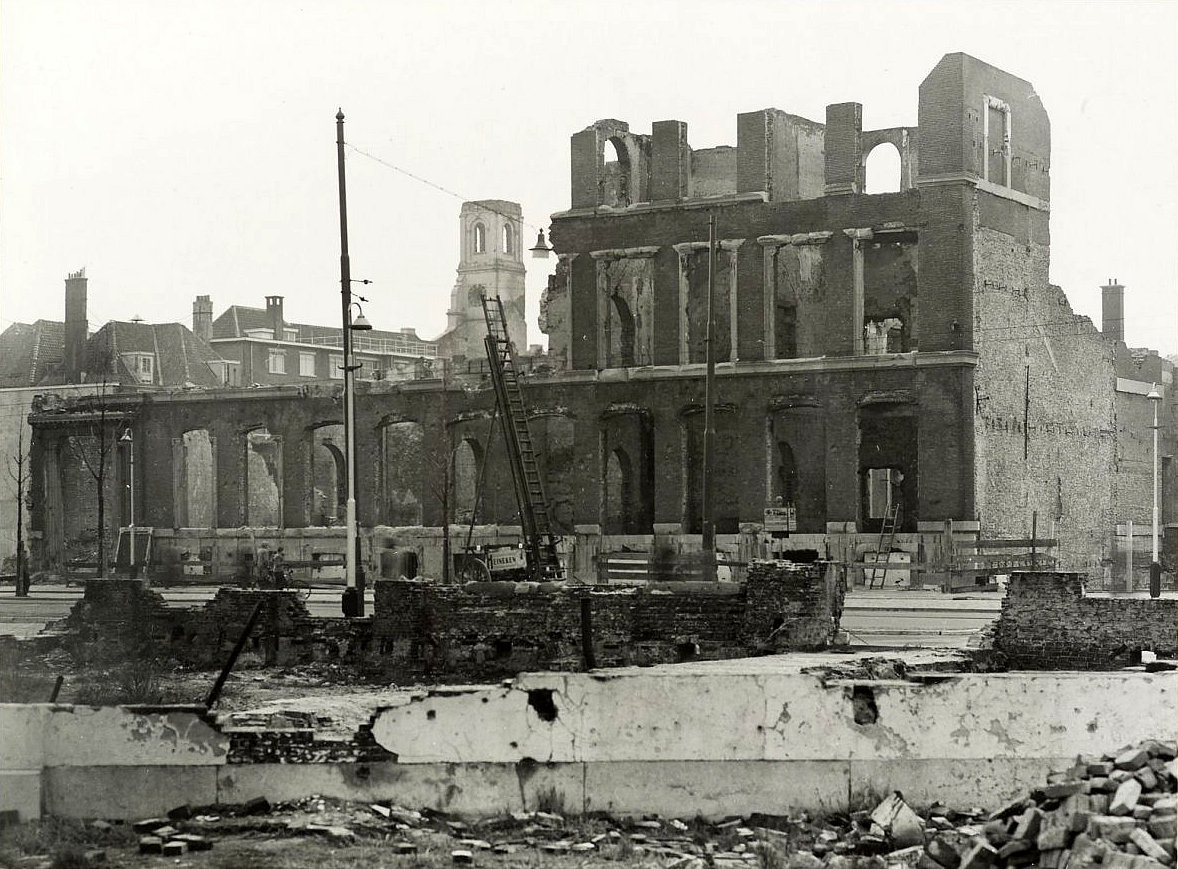
Het Korte Voorhout, dat eveneens werd getroffen door het bombardement
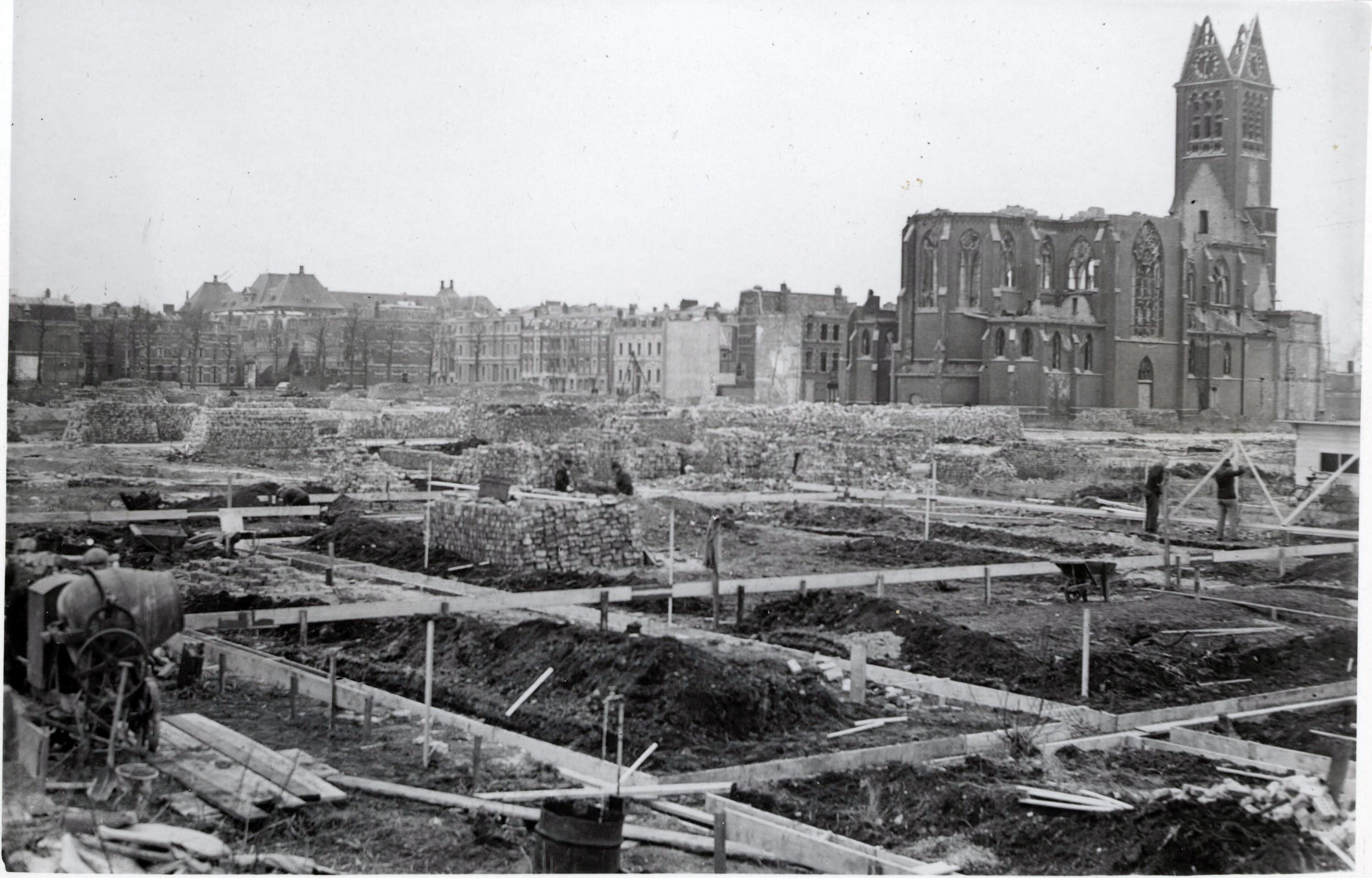
Op de achtergrond de ruïnes van de O.L.V.-van-Goede-Raadkerk aan de Bezuidenhoutseweg

## Voorgeschiedenis

### Vergeltungswaffe 2
Vanaf september 1944 zetten de Duitsers hun nieuwste terreurwapen in, een hypermoderne ballistische raket. De naam waaronder deze bekend is geworden is Vergeltungswaffe 2 (V2). Het wapen werd gebruikt om terreur te zaaien onder de burgerbevolking. Vanwege de onnauwkeurigheid ervan waren alleen steden een geschikt doelwit. Vanuit Zuidwest-Nederland werden steden in Engeland onder vuur genomen, vanaf andere locaties in Nederland en West-Duitsland steden op het continent. Met name Londen en Antwerpen waren belangrijke doelen. In totaal zijn er 517 raketten in de Britse hoofdstad terechtgekomen en 537 elders in Engeland. Daarbij vielen 2754 doden en 6532 zwaargewonde slachtoffers. Elke V2 die in het Verenigd Koninkrijk neerkwam eiste gemiddeld ruim twee en een half mensenleven.
In tegenstelling tot de vliegende bom genaamd V1, het al eerder ingezette terreurwapen, was een V2 tijdens zijn vlucht niet te onderscheppen. De raket kon van elke harde ondergrond worden gelanceerd en had geen vaste lanceerinrichting nodig, zoals de V1. Bovendien konden de V2's geplaatst worden op bijna elke locatie. Onder de bescherming van bossen, parken en lanen werden ze gelanceerd. De mobiliteit en onopvallendheid maakte de raket een lastig te vinden doelwit voor de Royal Air Force die lanceringen ervan zo veel als mogelijk wilde voorkomen.

### Reactie van de Royal Air Force

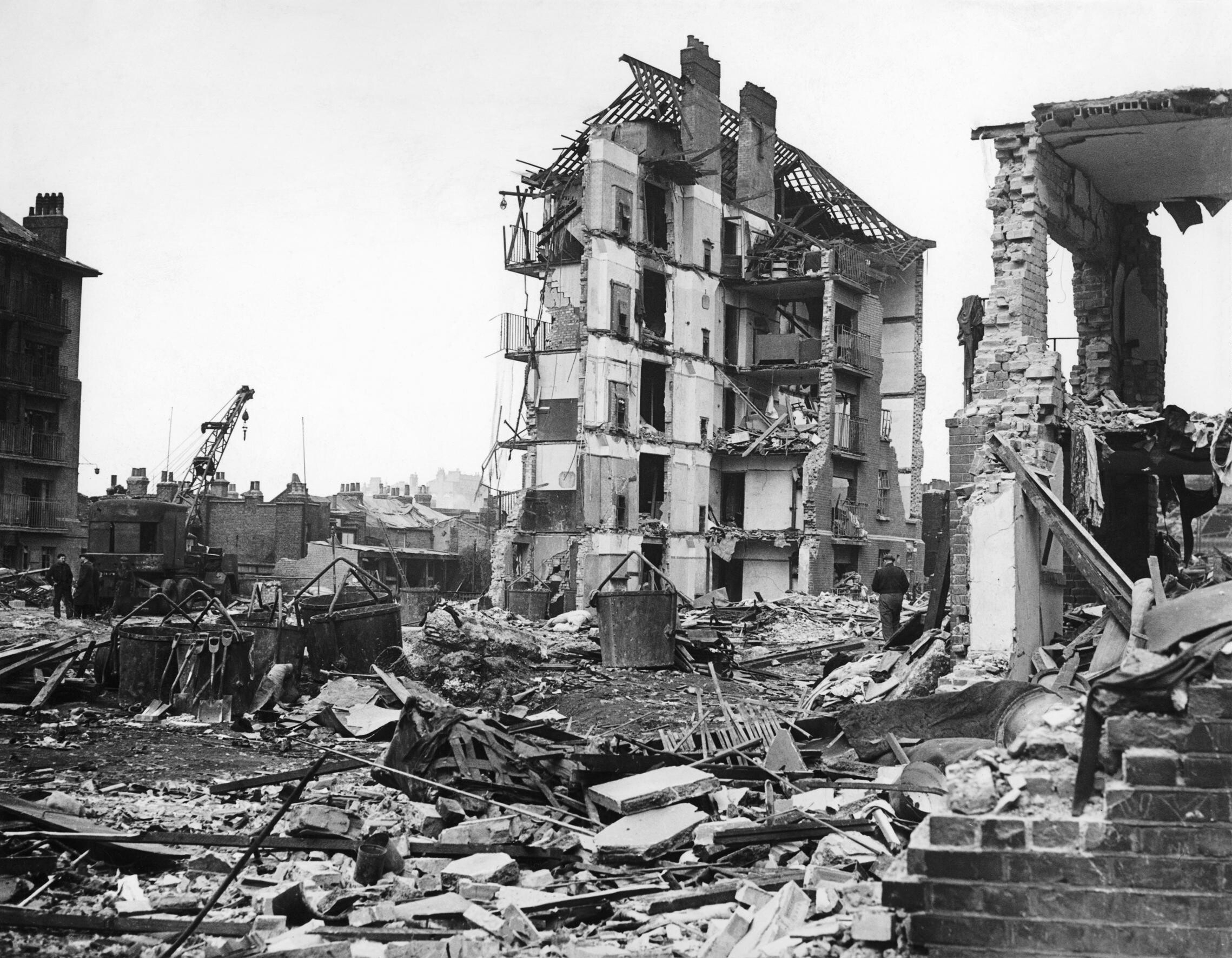
Londen, maart 1945: Verwoesting door aanvallen met v2-raketten. (Fotocollectie Imperial War Museum, Londen)

Om het gevaar van de V2's zo veel mogelijk in te dammen werd besloten om Fighter Command in te zetten tegen de aanvoerlijnen en lanceerlocaties in West-Nederland. Deze luchtmacht was oorspronkelijk een defensief wapen, gericht op het verdedigen van het luchtruim van het Verenigd Koninkrijk. Maar dit luchtruim werd na 1940 steeds gevaarlijker voor de Duitse Luftwaffe, zodat in 1944 overdag alleen nog maar een enkel Duits straalvliegtuig zich er durfde te begeven. Zo had Fighter Command de mogelijkheid om het defensieve takenpakket uit te breiden. Op D-day (6 juni 1944) werd de luchtmacht ingezet om de invasietroepen en de vloot te beschermen. Vanaf september werden er nauwelijks V1's gelanceerd op het Verenigd Koninkrijk. Daardoor kon Fighter Command boven Nederland, tijdens operatie Market-Garden, weer grote aantallen jachtvliegtuigen inzetten ter bescherming van de laagvliegende transportvliegtuigen. Ook was er ruimte voor het vervullen van puur offensieve taken: de aanvallen op de V2-doelen in West-Nederland. Deze waren deels gericht tegen de verbindingslijnen waarlangs de V2's werden aangevoerd uit Duitsland, deels tegen de raketeenheden zelf. Aanvankelijk werden er alleen gebruikgemaakt van de boordwapens, later werden tijdens de aanvallen ook bommen afgeworpen. Dit gebeurde in een duikvlucht, om de precisie te verhogen en om de vliegers niet onnodig lang aan het Duitse luchtdoelvuur bloot te stellen. Toch bleven deze aanvallen speldenprikken, en zij veroorzaakten de raketeenheden hoogstens enige hinder. Door de nabijheid van de Nederlandse burgers, die door de Duitse raketeenheden werden gebruikt als menselijk schild, was het niet direct mogelijk om zwaardere luchtaanvallen uit te laten voeren: dit zou te veel Nederlandse burgers fataal worden. De inzet van Fighter Command was aanvankelijk dan ook vooral symbolisch bedoeld: een gebaar voor het eigen volk en een herinnering aan de Duitse raketeenheden, dat ze hun werk niet helemaal straffeloos konden doen. De inzet van Fighter Command was dan ook navenant: vijf of zes squadrons Spitfires, ongeveer 100 toestellen. Tijdens D-day had Fighter Command nog 45 squadrons ingezet, 809 toestellen, waarvan ruim de helft eenmotorige jachtvliegtuigen waren. Tijdens operatie Market-Garden, beter bekend als de Slag om Arnhem, gebruikte Fighter Command zo'n achttien squadrons Spitfires om de laagvliegende transportvliegtuigen met parachutisten en voorraden te beschermen. Het is zeer goed mogelijk dat deze squadrons, na D-day en Market-Garden, zijn overgeheveld naar de Tweede Tactische Luchtmacht (2nd TAF). Deze luchtmacht was ten slotte verantwoordelijk voor de ondersteuning van de geallieerde legers die de belangrijkste taak uitvoerden, namelijk het verslaan van de Duitse troepen. Overigens doet de reden waarom er maar vijf, zes Spitfire-squadrons ingezet zijn voor "Operatie Big Ben", zo noemde Fighter Command de bestrijding van de V2's, er niet zoveel toe. Het feit dát er relatief weinig werden ingezet zegt genoeg over de waarde die er werd gehecht aan de bestrijding van deze raketten. In puur militair opzicht vormden de V2's nauwelijks een bedreiging voor de geallieerden.
Hoewel er maar een beperkt aantal Spitfires werd ingezet tegen de Duitse raketten, ademden de opgeblazen persberichten heel andere sfeer uit. In de krantenkoppen werd er schijnbaar een groot verhaal gemaakt van de zogenaamde successen van Fighter Command. Maar ondanks al die successen op het krantenpapier leek het wel of er steeds meer V2's op het Verenigd Koninkrijk terechtkwamen, die bovendien steeds accurater de hoofdstad troffen, tot grote onvrede van de Britse burgerbevolking, de Londenaren voorop. Het moreel van de Britse bevolking was niet meer zo hoog als tijdens de verschrikkelijke bombardementen van 1940 en 1941, toen de Luftwaffe nog vliegtuigen gebruikte om de Britten aan te vallen. Ditmaal was de burgerbevolking 'meer vermoeid', omdat 'ze dachten dat de beproeving over was' en zij 'deze nieuwe gruwel niet konden begrijpen'. Uit alle lagen van de bevolking kreeg de RAF kritiek: onwetende mensen, mensen die beter zouden moeten weten, mensen zonder enige kennis van de (lucht)oorlog, zelfs RAF-vliegers waren niet tevreden over de manier waarop de V2's werden aangepakt.
Behalve het zeer beperkte aantal toestellen dat Fighter Command vrijmaakte voor de aanval op de V2-doelen waren er nog andere omstandigheden die de aanvallen door deze luchtmacht bemoeilijkten. Ten eerste was Fighter Command, vergeleken met 2nd TAF, een kleine luchtmacht. De vliegvelden in Norfolk, vanwaar de Spitfires opstegen om hun storende rol te vervullen lagen op zo'n 150 kilometer van hun doelen. En hoewel de Spitfires nog steeds uitstekende en wendbare onderscheppingsjagers waren, daaraan dankten zij hun faam, toch hadden deze toestellen hun beperkingen. Vergeleken met de jagers van een generatie later, Mustangs, Tempests en Typhoons, was het vliegbereik met bommenlast zeer klein. Bovendien was het gewicht dat aan bommen kon worden meegenomen beperkt. De winterse weersomstandigheden bemoeilijkten de operationele vluchten en bood de Duitse raketeenheden bescherming. En als er helemaal niet gevlogen kon worden hadden de Duitsers weer één of meer dagen om op adem te komen, onderhoud te doen, voorraden aan te vullen, enzovoort. De V2's konden dag en nacht worden gelanceerd, mits dat vanaf een harde ondergrond gebeurde. Overal in de stad, vooral in de geëvacueerde wijken en in de bossen en parken, waren er meer dan genoeg geschikte plekken voor de inzet van het terreurwapen. De Spitfires konden daarentegen alleen overdag vliegen. Er waren geen toestellen beschikbaar die 's nachts de V2-doelen in West-Nederland konden aanvallen, de toestellen hadden al andere, belangrijker taken. Zodra het weer in februari 1945 eindelijk beter werd zette het handjevol squadrons van Fighter Command alles op alles om de raketeenheden een forse slag toe te dienen. Ook dit geconcentreerde offensief, dat vooral op 21 en 22 februari het Haagse Bos trof, bracht niet de gehoopte resultaten.
Had Fighter Command het beter kunnen doen? Over de effectiviteit van de Spitfire-aanvallen was destijds al moeilijk iets te zeggen. Zolang er geen nieuw bronnenmateriaal wordt gevonden, bij voorkeur afkomstig van de Duitse raketeenheden, zal dit niet veranderen. Want alleen dat zou een afdoend antwoord kunnen geven op de vraag: wat was er gebeurd als Fighter Command niets had gedaan? Het valt echter op hoe verschillend de visies over hoe doeltreffend de Big Ben-aanvallen waren. Nog steeds worden in sommige (Engelse) boeken de aanvallen van de jachtbommenwerpers, bijna zonder enig voorbehoud, als een succes beschreven. Een van de recentste voorbeelden hiervan is een boek uit 2004, getiteld Operation Big Ben. The anti-V2 Spitfire missions 1944-1945, door Craig Cabell en Graham A. Thomas. De berichten van het verzet en de getuigenissen van de bevolking lieten echter een totaal ander beeld zien. Vaak verbaasde het publiek zich over de slecht uitgevoerde aanvallen, die alleen maar de Nederlandse bevolking en haar bezittingen leken te treffen. En waarom werd juist het goede doelwit niet aangevallen, maar wel een locatie waar de Duitsers niet, of niet meer zaten? De effectiviteit van de aanvallen van de eenmotorige jachtbommenwerpers van Fighter Command zal voorlopig een twistpunt blijven. Het is echter zeker dat Operatie Big Ben geen onverdeeld succes was, anders zouden er op 3 maart 1945 geen middelzware bommenwerpers zijn ingezet tegen het Haagse Bos.
De andere luchtmacht die boven Nederland actief was, de Tweede Tactische Luchtmacht (2nd TAF), richtte zich voornamelijk op het ondersteunen van de grondtroepen. En als 2nd TAF de V2's aanviel, was het alleen indirect: de verbindingslijnen, het weg- en watertransport en de bruggen in het oosten van Nederland. Ook deze grotere luchtmacht lukte het niet om de verbinding tussen Zuid-Holland en Duitsland te doorbreken. De bruggen over de IJssel waren stevig geconstrueerd en, bovenal, verdedigd door zeer grote aantallen luchtdoelkanonnen.

### Bommenwerpers

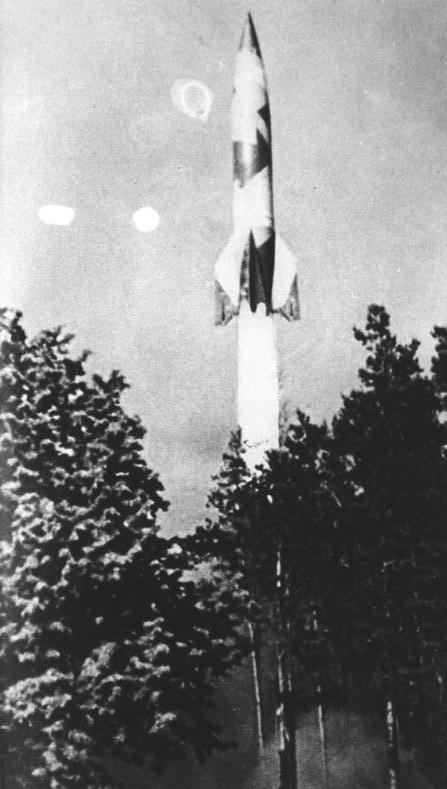
Het lanceren van een V2-raket, mogelijk vanuit Wassenaar (Coll. Bundesarchiv)

Zo rond januari 1945 beseften de Britse politici en militairen dat de inzet van Fighter Command en de hulp van 2nd TAF geen resultaten opleverde. De stemmen om zwaardere wapens in te zetten tegen de V2's werden steeds luider. Niet alleen in de straat en aan de borreltafel werd er gesproken over de noodzaak van harde maatregelen, ook in het Britse kabinet waren er uitgesproken voorstanders van. Een van de belangrijkste was Herbert Morrison, de minister van Binnenlandse Zaken en belast met de Home Security, de veiligheid van het Verenigd Koninkrijk. Samen met Winston Churchill had hij al lang gepleit 'om meer te doen'. In een belangrijke vergadering op 26 januari 1945 vroeg Morrison, met betrekking tot het bombarderen van vermoedelijke V2-lanceergebieden in de regio Den Haag, of de noodzaak tot het vermijden van burgerslachtoffers 'niet te hoog werd ingeschat'.
Roderic Hill, de bevelhebber van Fighter Command had al vanaf oktober 1944 om hulp van 2nd TAF gevraagd, aanvankelijk zonder succes. Maar onder druk van de stijgende aantallen slachtoffers veranderde deze voorzichtige houding, waardoor een escalatie van het geweld in het Haagse luchtruim niet uitbleef. Op 21 november 1944 stemde de Nederlandse regering in met het verzoek om Fighter Command bomaanvallen op lanceerlocaties en opslagplaatsen uit te laten voeren, zelfs als de doelen dicht bij bewoonde gebieden lagen. Deze doelen moesten wel 'redelijk goed te onderscheiden' zijn. Er werd gekozen tussen de minste van twee kwaden: de zekerheid dat Britse burgers stierven door de V2's, en daar tegenover de mogelijkheid dat Nederlandse burgers werden getroffen door mislukte Spitfire-aanvallen. Tenminste, zo zag men dat indertijd. Zonder exacte cijfers over hoeveel V2's er niet waren gelanceerd als gevolg van het offensief van Fighter Command, en hoeveel Nederlandse burgers omkwamen door mislukte luchtaanvallen, is niet met zekerheid te bepalen of dit de juiste keuze was. In elke geval betekende het loslaten van de strenge normen, die aanvankelijk werden gehanteerd om Nederlandse slachtoffers te voorkomen, dat de aard van de luchtaanvallen van stap tot stap ernstiger werd. Desondanks wisten de Duitse raketeenheden steeds beter Londen te treffen met hun verwoestende terreurwapens. Uiteindelijk was er in het gespannen klimaat van begin 1945 geen ruimte meer voor terughoudendheid en voorzichtigheid: de oorlog was bijna afgelopen, de Duitse strijdkrachten werden op alle strijdtonelen verpletterend verslagen, en toch wist de tegenstander de bevolking in Zuidwest-Engeland te terroriseren. Er moest iets gebeuren.
En zo kwam de Second Tactical Air Force (2nd TAF) steeds scherper in beeld. Deze luchtmacht opereerde al lang boven Nederland en had bovendien de beschikking over middelzware bommenwerpers. De top van Fighter Command wilde dat juist deze toestellen zouden worden gebruikt tegen de V2-doelen, omdat werd aangenomen dat als de jachtbommenwerpers van Fighter Command de 'regen van raketten' niet konden vertragen, dan zou het dezelfde toestellen van 2nd TAF ook niet lukken. Deze denkwijze was niet helemaal correct. Immers, hoe meer aanvallen er met jachtbommenwerpers op de raketeenheden en hun materieel werden uitgevoerd, hoe minder rust deze eenheden zouden krijgen en hoe meer kans er was dat zij hun materieel zouden verliezen. Bovendien had 2nd TAF betere eenmotorige toestellen om gronddoelen aan te vallen; dan valt met name te denken aan de Typhoons met kleine, ongeleide raketten onder hun vleugels. Toch zouden deze Typhoons ook niet de oplossing kunnen brengen. De effectiviteit van de Typhoons met raketten werd overschat, waardoor ze zeer gewild waren en het altijd druk hadden met het ondersteunen van de geallieerde grondtroepen. Deze directe ondersteuning had voorrang op de bestrijding van de V2's. Het strategische hoofddoel was immers het verslaan van de Duitse legers om zo het Derde Rijk definitief uit te schakelen. Dus waren er gewoon te weinig Typhoon-squadrons om aan alle behoeften te kunnen voldoen. Zelfs als er genoeg jachtbommenwerpers waren geweest, om het even van welk type, dan nog zou het winterweer problemen hebben gesteld. Tegen de V2's bij Den Haag moest een luchtwapen worden ingezet, dat in een korte tijd veel schade kon aanrichten en toch met de benodigde accuratesse zijn bommenlast kon richten. Op deze wijze bezien was de keuze voor middelzware bommenwerpers begrijpelijk. De top van 2nd TAF was er zelf ook van overtuigd dat de middelzware bommenwerpers van 2 Group in staat waren om het Haagse Bos met succes aan te vallen.
Voor de inzet van deze zwaardere wapens werd er toestemming gevraagd, en verkregen, van geallieerde hoofdkwartier van de expeditiestrijdkrachten (SHAEF, het Supreme Headquarters Allied Expeditionary Forces). Dit moet dus zijn verleend door Eisenhower, de Amerikaanse opperbevelhebber, of misschien door zijn Britse plaatsvervanger, luchtmaarschalk Tedder. Dit is niet te achterhalen. In ieder geval werd de Nederlandse regering in Londen niet op de hoogte gesteld van het voornemen om middelzware bommenwerpers in te zetten. Dit was een herhaling van de gebeurtenissen uit oktober 1944, toen Bomber Command de dijken van Walcheren wegbombardeerde. De eventuele vertraging die de Nederlandse regering zou kunnen veroorzaken moest vermeden worden, omdat de Duitse kanonnen op het eiland het gebruik van Antwerpen als aanvoerhaven verhinderden.
Eind februari 1945 wisten de raketeenheden in een etmaal zeventien V2’s op het Verenigd Koninkrijk af te schieten: het hoogste aantal ooit. Dit ondanks de geconcentreerde aanvallen van Fighter Command, die zich nu niet op een groot aantal doelen richtten, maar op één doelwit: het Haagse Bos. Het falen van dit offensief moet de druppel zijn geweest die de emmer deed overlopen. Een illusie armer ging Fighter Command voort met de schijnbaar vruchteloze luchtaanvallen. De doelenlijst van 1 maart 1945 weerspiegelde de radeloosheid en onzekerheid over waar de Duitse raketeenheden zich op dat moment bevonden. Drie doelen stonden erop, het Haagse Bos, Duindigt en Rust en Vreugd. Het aantal aanvallen erop werd verdeeld: 50 procent was voor het Haagse Bos, 30 procent voor Duindigt en 20 procent voor Rust en Vreugd. Deze procentuele verdeling was een compromis, zo opgesteld bij gebrek aan beter. De nieuwe locatie waarvan V2's werden gelanceerd was Duindigt, maar daar hadden de fotoverkenners nooit meer dan zes raketten zien liggen. Rust en Vreugd was een 'oud' doel, dat al lang werd aangevallen. Ook het Haagse Bos was al een tijd een geliefd doel voor Fighter Command, vooral nadat er op luchtfoto's veel V2's tegelijk was gezien. A. Korthals Altes beschreef in zijn boek Luchtgevaar dat er bijvoorbeeld op 6 februari 1945 elf te zien waren in het kleine bosperceel. Nadere bestudering van de luchtfoto in zijn boek tonen er twaalf. In de officiële geschiedschrijving van Fighter Command werd zelfs een aantal van twintig tot dertig genoemd, hoewel dit aantal nergens wordt bevestigd.
Zo kwam het Haagse Bos op de doelenlijst van 1 maart 1945, terwijl de laatste luchtfoto's leken te suggereren dat het bos niet meer werd gebruikt door de Duitse raketeenheden. Het is zeer goed mogelijk dat het hoogste kader van Fighter Command, onder de druk om te handelen, teruggreep naar dit oude, vertrouwde doel. Waarom het Haagse Bos weer op de doelenlijst werd gezet had te maken met de combinatie onzekerheid en dadendrang. Onzekerheid, omdat al die raketten toch ergens opgeslagen moesten liggen, en dadendrang, omdat er nu zoveel neerkwamen. De eventuele invloed die de bevolking, lokale bestuurders en politici hebben gehad om zwaardere wapens in te zetten is niet meetbaar; het is echter naïef om aan te nemen dat hun klaagschriften geen enkele invloed, direct of indirect, hebben gehad.

## Reactie RAF op de Nederlandse verzoeken om informatie over de oorzaken

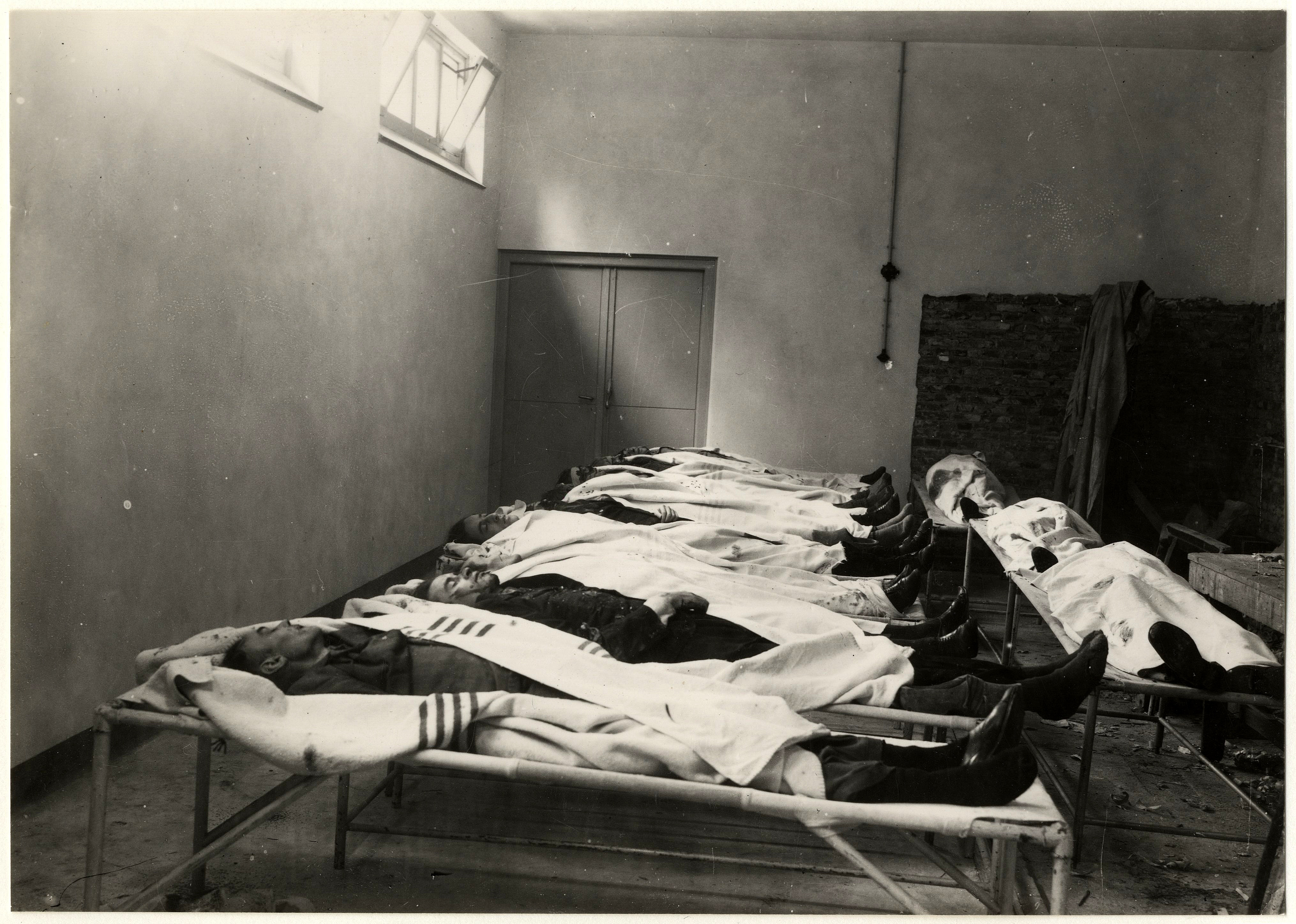
Slachtoffers van het bombardement op het Bezuidenhoutkwartier. Foto genomen in het Zuidwal Ziekenhuis. (Coll. Haags Gemeentearchief)

De Nederlandse autoriteiten waren geschokt door dit mislukte bombardement en handelden energiek. Zij wilden antwoord op twee zaken: waarom waren zij niet gewaarschuwd dat er middelzware bommenwerpers waren ingezet, en hoe kon het zó fout zijn gegaan?
Aanvankelijk werd er door 2nd TAF nauwelijks enige serieuze aandacht geschonken aan de speurtocht naar de oorzaken. Coningham, de commandant van die luchtmacht, had snel zijn voorlopige antwoord klaar: het was de harde wind geweest. De bominslagen lagen te ver naar het zuiden, de wind kwam uit het noorden, één en één was twee. Namens de Luchtmachtstaf, het hoogste RAF-orgaan, legde de plaatsvervangende bevelhebber van de RAF, Bottomley, alle Nederlandse kritiek naast zich neer. Dit bombardement was geen vertrouwensbreuk, omdat het Haagse Bos in november 1944 al op de doelenlijst was gekomen. Toen had Moolenburgh, namens de Nederlandse regering, ermee ingestemd. Dat de Nederlandse ambassadeur, Michiels van Verduynen, daar nu een probleem van maakte, was volgens Bottomley niet terecht. SHAEF had toestemming gegeven dat Fighter Command de hulp van 2nd TAF kon inroepen. Ook zou het gebruik van formaties middelzware bommenwerpers geen overmatig grote gevaren voor de burgerbevolking met zich meebrengen. Hij wilde contact leggen tussen Hill, van Fighter Command, en Moolenburgh, namens de Nederlandse regering, maar in plaats daarvan had hij beter Moolenburgh met Coningham kunnen laten spreken. Zo kon de commandant van 2nd TAF eens aan de tand worden gevoeld, want hij droeg de eindverantwoordelijkheid voor de fouten van 'zijn' luchtmacht. Hier heeft de Nederlandse regering een steek laten vallen. Zij hadden meteen een hoge luchtmachtofficier moeten inzetten en die goed moeten instrueren, zodat hij gewicht kon geven aan de kritische vragen van Moolenburgh. Dat was tenslotte een tamelijk lage officier van de marine, niet eens van de luchtmacht. Bovendien was (en is) het in de sterk hiërarchisch verdeelde wereld van militairen ook zeer moeilijk voor een lage officier om een hogere officier een veeg uit de pan geven, hoe terecht die ook zou mogen zijn.
Toch was niemand tevreden met het definitieve antwoord van Coningham, dat aan de Nederlandse autoriteiten zou moeten gegeven. Want aanvankelijk hield Coningham vol dat alleen de wind de oorzaak van de ramp was geweest. Zowel Sinclair, de minister voor Luchtvaart, als Portal, de opperbevelhebber van de Royal Air Force, waren het hier niet mee eens. Ook Bottomley, Portals plaatsvervanger, deed het voorkomen dat hij niet tevreden was met Coninghams vage antwoord. Maar hij wilde niets laten uitzoeken. Hij onderbouwde dat als volgt: de aanvalswijze had geen onnodige risico's voor de burgerbevolking opgeleverd, de fout moest dus te wijten zijn aan abnormale fouten tijdens het bombarderen. Bottomley wist niet precies wat er fout was gegaan, het leek erop dat verkeerde gegevens over de windsterkte de oorzaak waren. Er was al bevolen dat er tegen de doelen in Den Haag geen middelzware bommenwerpers meer mochten worden ingezet. Verder onderzoek naar de oorzaak zou, volgens Bottomley, niet hoeven, tenzij het ministerie voor Luchtvaart anders besliste. Bottomley maakte het meteen duidelijk dat hij dacht dat een diepgaand onderzoek weinig zou opleveren, de verkeerde toepassing van de windgegevens was toch immers de oorzaak? Contact tussen Moolenburgh en Coningham was ook niet meer nodig, want 2nd TAF zou toch niet meer het Haagse Bos aanvallen. Bovendien stond Coningham in nauw contact met de Nederlandse autoriteiten in België en die had de zaak diepgaand besproken met Prins Bernhard en Koningin Wilhelmina.
Al deze argumenten waren drogredenen. Bottomley had andere belangen dan hij deed voorkomen. Hij speelde een belangrijke rol bij het verbergen van de ware oorzaken. Niet alleen in de bovenstaande episode, maar in het hele verhaal van dit boek komt telkens weer zijn naam naar voren: bijna altijd drong hij aan op het verzwijgen van feiten, verspreidde hij halve waarheden, wilde hij niets uit laten zoeken, en ontkende hij de Nederlandse klachten.
Het verhaal van een te sterke wind of een verkeerde inschatting van de wind sneed ook geen hout: ondanks de sterke wind wist een groot deel van 137 Wing zijn bommen nauwkeurig te plaatsen, maar op het verkeerde richtpunt. Deze vliegers en bommenrichters voerden hun taak in principe goed uit; pas later bleek dat ze het verkeerde richtpunt hadden gekregen. Maar in het algemeen was de aanval slecht uitgevoerd: zelfs de hoofdmacht van 139 Wing, die wel over een richtpunt met de juiste coördinaten beschikte, kon het Haagse Bos niet treffen. Tijdens de aanval was er meer fout gegaan, waardoor 226 Squadron van 137 Wing zijn bommen zelfs bij het V.U.C.-terrein afwierp. Dat is bijna 2 km van het oorspronkelijke rechter richtpunt in het Haagse Bos (dat dus niet op de doelkaart van deze bemanningen stond), en ongeveer 600 meter van het verkeerde richtpunt in het Bezuidenhout.
Portal, de bevelhebber van de RAF, was dan ook niet overtuigd door de argumenten van zijn plaatsvervanger. De gemaakte fout was simpelweg te groot om alleen te zijn veroorzaakt door de harde noordenwind. Portal wilde echter niet de ware oorzaak van de mislukking achterhalen om de Nederlandse autoriteiten tevreden te stellen, hij was bezorgd over de effectiviteit van 2 Group. En hoewel hij zelf geen geloof hechtte aan de 'wind-verklaring' van Coningham en Bottomley, wilde Portal dit de Nederlandse autoriteiten toch wijsmaken. Hij was het die voorstelde aan Sinclair, de minister voor Luchtvaart, om de Nederlandse autoriteiten te vertellen dat een verkeerde inschatting van de wind de oorzaak was van de ramp. Op 19 maart vertelde Sinclair deze misleidende verklaring aan Michiels van Verduynen, de Nederlandse ambassadeur. Zo hoefden Portal en Sinclair niet aan de Nederlandse autoriteiten uit te leggen dat ze zelf ook niet wisten wat er was gebeurd.
Deze leugen behoedde hen voor de waarheid. Michiels van Verduynen was echter niet overtuigd van de oprechtheid van Sinclairs verklaring. Ook probeerde de Britse minister voor Luchtvaart de indruk van een vertrouwensbreuk weg te nemen, door te wijzen op de eerder genoemde bespreking van eind 1944. Net zoals Sinclair zelf ook niet had geloofd in dit tamelijk doorzichtige verhaal van Bottomley, zo hechtten Michiels en Moolenburgh geen waarde aan dit verzinsel. Er was tijdens die bespreking van eind 1944 gesproken over de inzet van middelzware bommenwerpers tegen V2-doelen boven het oosten van Nederland, en over jachtbommenwerpers boven het westen van het land. Pas later was er gesproken over de inzet van middelzware bommenwerpers tegen het Haagse Bos, maar deze vergaderingen had Moolenburgh niet bijgewoond en van de uitkomsten was hij niet op de hoogte gesteld. Achteraf gezien is het spijtig dat Michiels van Verduynen deze verklaringen voor lief aannam en dat hij "oprechtheid van den heer Sinclair niet in twijfel wenschte te trekken". Dwars liggen had zeker niets opgeleverd, maar een beetje meer druk op Sinclair of andere functionarissen had wellicht wat meer kunnen opleveren.
Toch hebben de Nederlandse autoriteiten hun best gedaan om de waarheid te achterhalen. Zij schakelden zelfs het Britse ministerie van Buitenlandse Zaken in, om een antwoord te krijgen op de vragen. De ambtenaren van dit ministerie wisten er nog minder van dan die van het ministerie voor Luchtvaart, en zij moesten steeds ruggespraak met de Luchtmachtstaf houden. Ook premier Churchill kwam de ramp in het Bezuidenhout ter ore. Naar aanleiding van de ramp schreef Churchill onder meer het volgende:
"In de morgen van 3 maart 1945 hebben vliegtuigen van de R.A.F., Tweede Tactische Luchtmacht, een bomaanval gedaan op V2-doelen ("rockettargets") in Den Haag. De bommen zijn zeer ongelukkig, ver van het doel terechtgekomen en als gevolg daarvan is onder de burgerbevolking een groot aantal slachtoffers gevallen en grote schade in woonwijken aangericht. Terstond nadat men zich rekenschap had gegeven van wat er was gebeurd, werd een onderzoek gelast om de oorzaak van deze afschuwelijke ramp vast te stellen. In een voorlopig onderzoek is gebleken, dat het betreurenswaardige ongeluk aan een foutieve uitvoering van de opdracht moet worden toegeschreven. Een nauwgezet onderzoek is nog gaande. Tegen allen, die zullen blijken schuld te hebben gehad, zullen disciplinaire maatregelen genomen worden. Het Britse volk en in het bijzonder de RAF spreken hun diepste leedwezen uit over dit vreselijke ongeluk en zij betuigen hun zeer warme deelneming met allen, die te lijden hebben gehad van de gevolgen van een ramp, die zozeer de ellende, welke zij reeds hebben te verduren, heeft vergroot. Het Nederlandse volk kent maar al te goed de risico's, die de oorlogvoering meebrengt, en het zal beseffen, dat ongelukken van deze aard niet steeds kunnen worden voorkomen. De R.A.F. zal echter haar uiterste best doen om te verzekeren, dat een dergelijke fout niet meer zal worden gemaakt en zij zal bij haar aanvallen op dit onmenselijke V2-wapen, waartoe de vijand de Nederlandse bodem gebruikt, alles doen wat in haar vermogen is om gevaren voor het Nederlandse volk te vermijden"
De premier dacht de opperbevelhebber van de RAF, Portal, eens de les te kunnen lezen over het mislukte bombardement op Den Haag, maar dit was een onvervalst staaltje politiek opportunisme. Churchill had er zelf steeds op aangedrongen 'om meer te doen' tegen het V2-gevaar, samen met zijn tijdelijke politieke bondgenoot Morrison, de minister belast met veiligheid. Nu de RAF juist dàt had gedaan, was het nog niet goed. Portal weerlegde het commentaar van Churchill overtuigend. De RAF had die laatste oorlogsmaanden meer kritiek te verduren, vooral over het nut en de noodzaak om op dit tijdstip, tegen het einde van de oorlog, nog meer Duitse steden in de as te leggen. Van deze afkeuring wilde Churchill zich distantiëren, maar geloofwaardig was het niet: de hele oorlog was hij een groot voorstander geweest van de 'oppervlaktebombardementen' op Duitse steden.
In dit licht bezien was het per ongeluk bombarderen van een grote stad van een bondgenoot zeer onwelkom nieuws. Zowel het ministerie van Luchtvaart als dat van Buitenlandse Zaken deed zijn uiterste best om de gebeurtenissen van 3 maart 1945 buiten de Britse pers te houden. Dat was uiteindelijk ook de reden om de achtergronden van het mislukte bombardement geheim te houden: het goede imago van de RAF stond op het spel. Vooral de publiek opinie in het Verenigd Koninkrijk was van belang. Een slecht RAF-imago zou negatief uitwerken op de betrokken politici en militairen, zodat hen dit mogelijkerwijze in de toekomst zou schaden. Ook een ander argument speelde een rol. De mannen met de grootste ego's, in het bijzonder Churchill, vreesden dat dit soort negatieve publiciteit hen zou beroven van een eervolle plaats in de geschiedenisboeken. Een ander motief zou dat van de eventuele schadeloosstelling kunnen zijn geweest. Als de RAF volmondig toegaf dat er ook fouten op de hoogste niveaus waren gemaakt, dat wil zeggen bij het ministerie voor Luchtvaart en de RAF zelf, zouden de slachtoffers misschien wel een schadevergoeding kunnen eisen. Niet alleen van de Haagse of Nederlandse slachtoffers, ook uit andere landen zouden dan schadeclaims kunnen worden verwacht. Franse burgers hadden al eerder geprobeerd om een schadevergoeding te krijgen, maar die waren hiervoor doorverwezen naar de eigen regering, terwijl dit land toch zeer zwaar te lijden heeft gehad onder alle geallieerde bombardementen. De angst om schadevergoedingen uit te keren kan een motief zijn voor de Britse weigering om alle oorzaken bekend te maken. Anderzijds: in die tijd was de schadeclaimcultuur niet groot. Dat was ook onvermijdelijk. Na zes jaar oorlog voeren op wereldwijde schaal waren er zoveel fouten begaan op allerlei gebieden, niet alleen door Groot-Brittannië dat failliet zou zijn gegaan als alles had moeten worden vergoed. Daarom was het in het Britse belang om per se geen precedent te scheppen. Hoewel dit een begrijpelijk standpunt was valt over de rechtvaardigheid ervan te twisten.
Toen Embry, de commandant van 2 Group, op 18 maart zijn superieur, Coningham, schreef dat er een andere oorzaak dan de wind was, zal dit de betrokken politici en officieren uitstekend zijn uitgekomen. Nu was er een schuldige aanwijsbaar, de jonge officier met de initialen LCR op de vliegbasis Vitry, en hem werd meteen alle verantwoordelijkheid in de schoenen geschoven. Op de suggesties dat er verder gezocht zou kunnen worden, of dat de Nederlandse autoriteiten meer te horen kregen over de ware oorzaken, reageerde Bottomley negatief. De ramp in het Bezuidenhout was een betreurenswaardige en berispelijke vergissing tijdens de briefing van de bemanningen, er was een onderzoek geweest en de schuldige was gestraft. Punt.
De fout van LCR was een menselijke, onopzettelijke fout. Maar LCR was niet de enige die destijds een fout maakte. Naderhand bleek dat zelfs een oudere, ervaren officier die de (verkeerde) gegevens van LCR had gecontroleerd, ervan uitging dat de order klopte en dat het Bezuidenhout onbewoond was. LCR heeft toch zijn straf gekregen, hoewel het een milde straf was. De oudere, niet bij naam genoemde officier, was buiten schot gebleven.
Dit vereist enige verduidelijking. De bommenrichters in de toestellen van 137 Wing zagen het doelwit. Volgens de verkeerde gegevens op hun kaart was het doel de woonwijk ten zuiden van het Haagse Bos, en daar gooiden zij dus hun bommen op. Deze bemanningen hebben aanvankelijk helemaal niet beseft dat het Bezuidenhout bewoond was. Zo'n grove fout als deze kon alleen maar gebeuren als belangrijke doelinformatie – welke wijken waren geëvacueerd – niet klopte. Als deze informatie wel correct was, dan had LCR in theorie overal zijn verkeerde richtpunt neer kunnen zetten, en dan zou dit zijn gecorrigeerd door zijn oudere en, naar je zou mogen aannemen, meer capabele mede-officier. Er was bij het 226 Squadron van 137 Wing een Nederlandse vlieger, officier-vlieger Sjerp, die ook zijn bedenkingen uitte over het richtpunt. Maar ook Sjerp werd gesust door de inlichtingendienst: deze wijk was onbewoond.
Embry schreef in zijn brief van 18 maart aan Coningham ook over de verstoorde communicatie van vrijdagavond 2 maart. De indruk was gewekt dat de woonwijken rond het Haagse Bos ontruimd waren, en dat de inzet van middelzware bommenwerpers voldeed aan de veiligheidsmarges. Op dat moment kwamen de ware oorzaken van het mislukte bombardement naar voren. Dat de formaties uit vier verschillende richtingen op de doelen aanvlogen zal evenmin hebben bijgedragen aan de nauwkeurigheid ervan. Volgens aanvalsorder AO 717 zou de aanvalsrichting van west naar oost moeten hebben verlopen: eventuele overshoots, bommen die te laat werden afgeworpen, zouden dan in het geëvacueerde deel van Wassenaar zijn gevallen. De formaties bommenwerpers hebben zich echter niet allemaal gehouden aan deze bepaling.
Al deze, en andere verklaringen werden echter niet medegedeeld aan de Nederlandse autoriteiten. Alle schuld werd geschoven op de 'ideale' zondebok, gezien vanuit Brits oogpunt, namelijk de jonge officier LCR. De RAF-autoriteiten hebben beseft dat er meer aan de hand was dan alleen een verkeerd richtpunt. Bij de berechting van LCR kwam er geen formele Court of Enquiry te pas. De redenering daarachter, namelijk dat de lagere rechtsprekende instantie (de krijgsraad) al genoeg bewijs had verzameld voor een veroordeling, was merkwaardig. Deze vreemde argumentatie vereist nader onderzoek. Bovendien had LCR een (lage) straf gekregen. Het lijkt erop dat het 'hoe' en 'waarom' van 3 maart in de doofpot moest verdwijnen: LCR kreeg slechts een reprimande, de RAF-top en het ministerie voor Luchtvaart werden ontzien, en de Nederlandse autoriteiten hadden de 'schuldige' en een 'antwoord'. De lage straf had ook te maken met het feit dat er tijdens deze aanval meer mis was gegaan, en dat er tegen die andere verantwoordelijken ook geen disciplinaire maatregelen waren genomen. Daarom kon het ministerie voor Luchtvaart geen openheid van zaken geven.
In zijn brief van één pagina van 3 april 1945 gaf Eden, de minister van Buitenlandse Zaken, eindelijk toe dat de Second Tactical Air Force verantwoordelijk was voor het 'zeer betreurenswaardige incident' van 3 maart. Een beoordelingsfout leek de oorzaak te zijn, maar er werden nog inlichtingen verzameld over het incident.

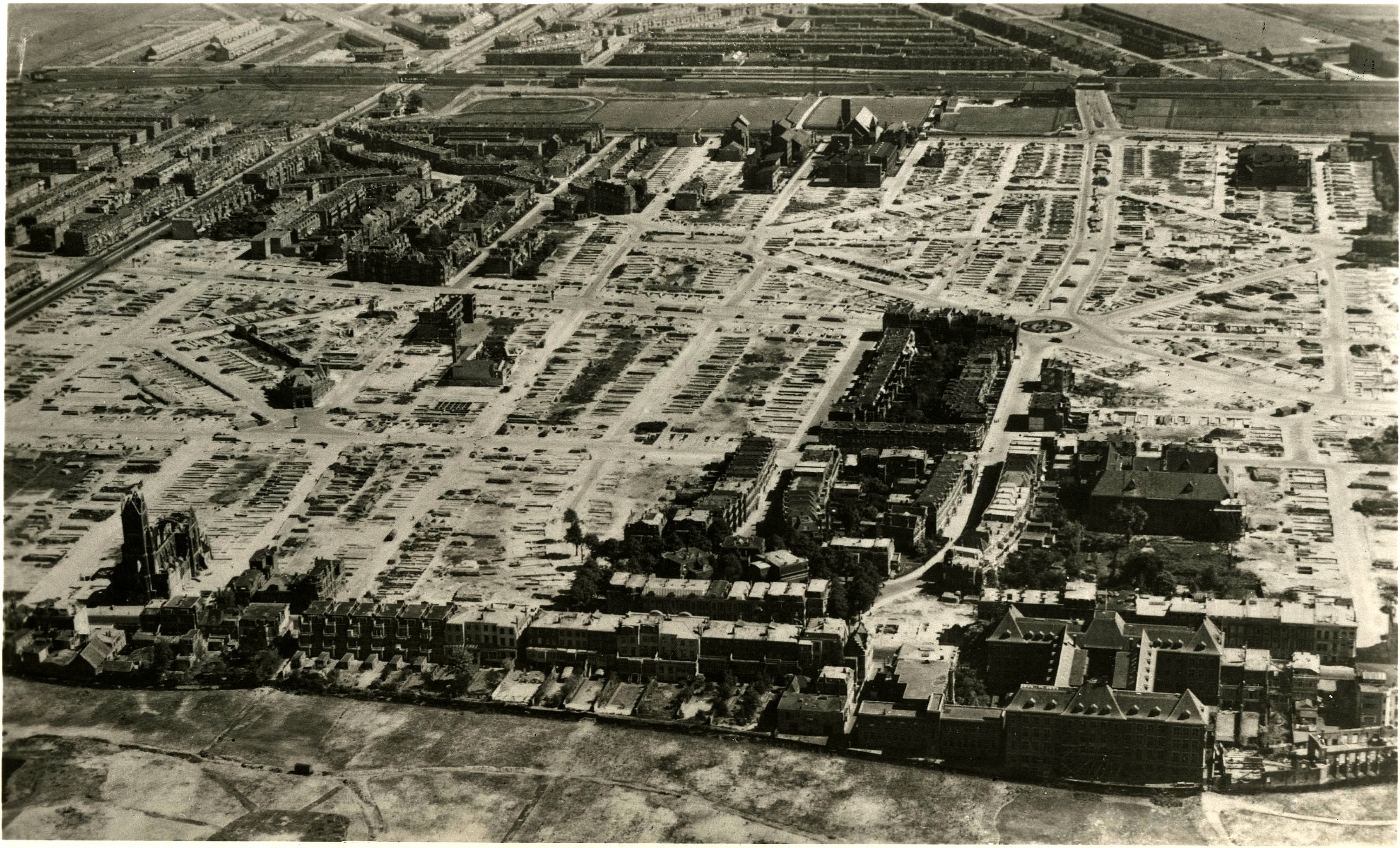
Bezuidenhout in 1946

## Nasleep

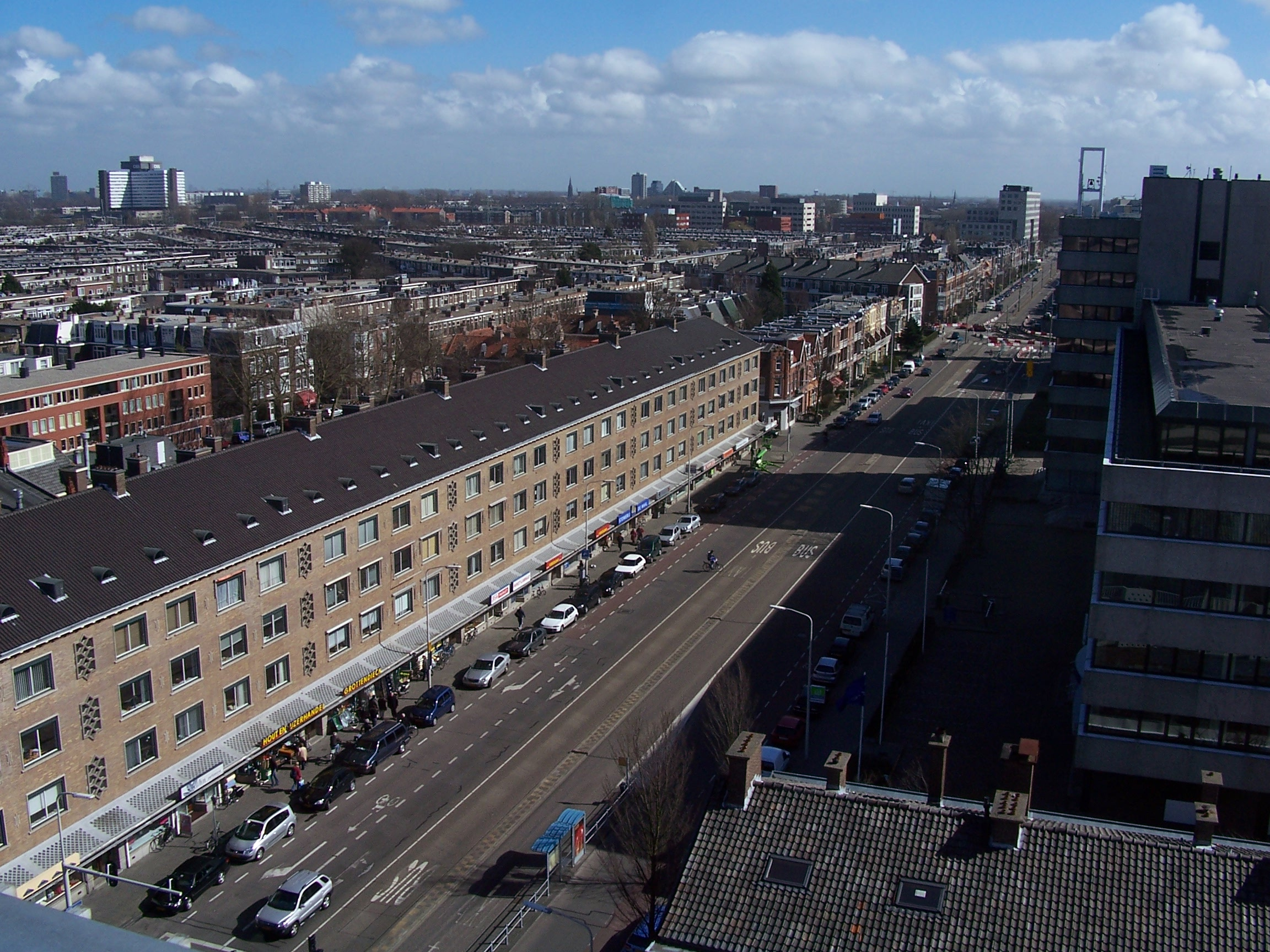
Voor- en naoorlogse bebouwing in de wijk Bezuidenhout. Deel van de Laan van Nieuw Oost-Indië tussen de Juliana van Stolberglaan en de Theresiastraat.

Na de oorlog kwam zowel Moolenburgh als Texeira van de Nederlandse ambassade terug op deze zaak. Dit tot het grote chagrijn van de betrokken ambtenaren van het Britse ministerie voor Buitenlandse Zaken. Deze zaak was hun in de schoenen geschoven door het ministerie voor Luchtvaart, ze wisten er niets vanaf, en ze hadden er tot nog toe haast niets mee te maken gehad. Nu was het afschuiven van de verantwoordelijkheid van dit soort delicate kwesties naar het Foreign Office een listige zet. Door de zaak te laten behandelen door het ministerie voor Buitenlandse Zaken werd Moolenburgh, met zijn kennis over de zaak, buitenspel gezet. Moolenburgh werkte tenslotte niet bij het ministerie van Buitenlandse Zaken. En Moolenburgh snapte heel goed waar de Britten op aanstuurden. Hij had zelf al eerder geïnformeerd bij het ministerie voor Luchtvaart naar de uitkomsten van het definitieve onderzoek, waar Eden in zijn brief van 3 april aan refereerde. Een aantal officieren (wie precies is onduidelijk) wilde hem alle medewerking geven, maar dat werd hun verboden door het ministerie voor Luchtvaart. De Britse officieren mochten niet over het rapport praten, noch het hem laten inzien. Ook elders, bij SHAEF, het geallieerde expeditionaire opperbevel, vingen de Nederlanders bot. De Nederlandse missie bij SHAEF kreeg geen deugdelijk antwoord van het Air Ministry. Het Britse ministerie voor Luchtvaart verschool zich achter de bewering dat de correspondentie over deze precaire zaak direct, van regering tot regering moest worden gevoerd, en dat de Nederlandse missie als 'passerelle', als schakel, niet volstond.
Maar het ministerie van Buitenlandse Zaken kreeg van hun collega's op het Air Ministry ook niet alles te horen. Zo kwam het dat Michiels van Verduynen, de Nederlandse ambassadeur in Londen, begin juli het nietszeggende antwoord van Churchill kreeg: "Er is gebleken dat de belangrijkste oorzaak een vergissing was van de officier die de gegevens verstrekte voor de instructies aan het vliegende personeel dat deelnam aan deze operatie. Als gevolg daarvan zijn de bommen ongeveer 1.145 meter van het correcte richtpunt neergekomen. De betrokken officier is hiervoor gestraft en veroordeeld door de krijgsraad." Hieruit bleek dat het ministerie voor Luchtvaart nog steeds niets los wilde laten. Portals goed onderbouwde antwoord op de harde, ongefundeerde kritiek, die Churchill uitte op het functioneren van de RAF tijdens de bestrijding van de V2-doelen, had duidelijk effect gehad.
Met dit korte antwoord waren de nabestaanden van de ramp in het Bezuidenhout niet geholpen. De eerder genoemde constatering, dat er meer fouten waren gemaakt en dat daar niemand daarvoor was gestraft, moet de belangrijkste reden zijn geweest om geen openheid van zaken te geven. Zo werd het letterlijk verwoord, door een van de personen die er (zijdelings) bij was betrokken. De reputatie van de hoogste ambtenaren en officieren van het ministerie voor Luchtvaart en de RAF werd zo gespaard. Andere overwegingen als beschadiging van het imago van de RAF als luchtmacht of de angst voor schadeclaims waren van ondergeschikt belang. Als verklaring voor de ramp werd verteld dat een officier van de RAF een vergissing had gemaakt, waardoor alle verantwoordelijkheid naar één persoon te herleiden was.
Op deze wijze wist de Britse politieke en luchtmachttop de medeverantwoordelijkheid voor de gebeurtenissen in het Bezuidenhout af te wentelen naar een lage officier, met de initialen LCR. Andere oorzaken en nevenoorzaken zijn destijds niet diepgaand onderzocht. Vooral de plaatsvervangende bevelhebber van de RAF, Bottomley, leek last te hebben van een soort verkokerde blik: LCR had bekend dat hij een fout had gemaakt, dus moest hij, en hij alleen, de oorzaak zijn geweest van de ramp. Waar mogelijk probeerde Bottomley deze visie, zijn stempel, te drukken op het onderzoek. Dankzij zijn hoge positie en de belangrijke functie die hij vervulde tijdens het onderzoek kreeg hij uiteindelijk zijn zin. Niet alleen hij had echter belang bij officier LCR als de enige, ondubbelzinnige verantwoordelijke man voor de ramp van 3 maart 1945. Vooral Coningham, maar ook Portal, Sinclair en Embry, zullen waarschijnlijk opgelucht zijn over deze 'oplossing'.
Voor de Nederlandse slachtoffers was het triest dat geen van de betrokken officieren later iets van groothartigheid hebben getoond en bijvoorbeeld in hun biografieën meer openheid betrachtten. In de memoires of biografieën van figuren als Portal, Tedder, Embry, Sinclair of Hill, werd er met geen woord gerept over de tragische gebeurtenissen in het Bezuidenhout. Zo kwam er nog geen einde aan de jarenlange speculaties over het hoe en waarom van het bombardement.

## Monumenten

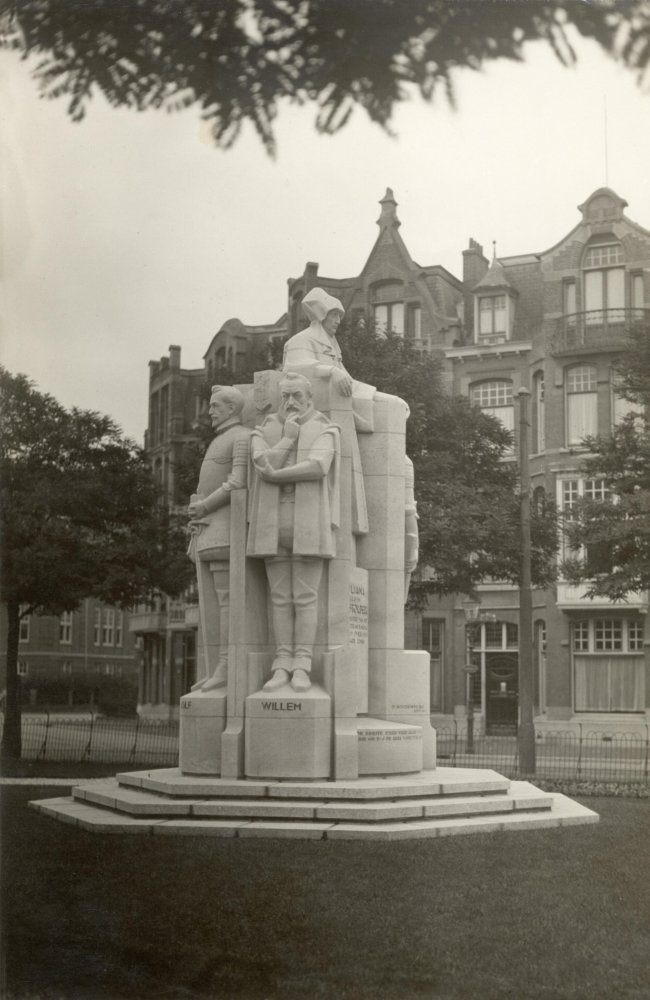
Standbeeld van Juliana van Stolberg en haar vijf zoons

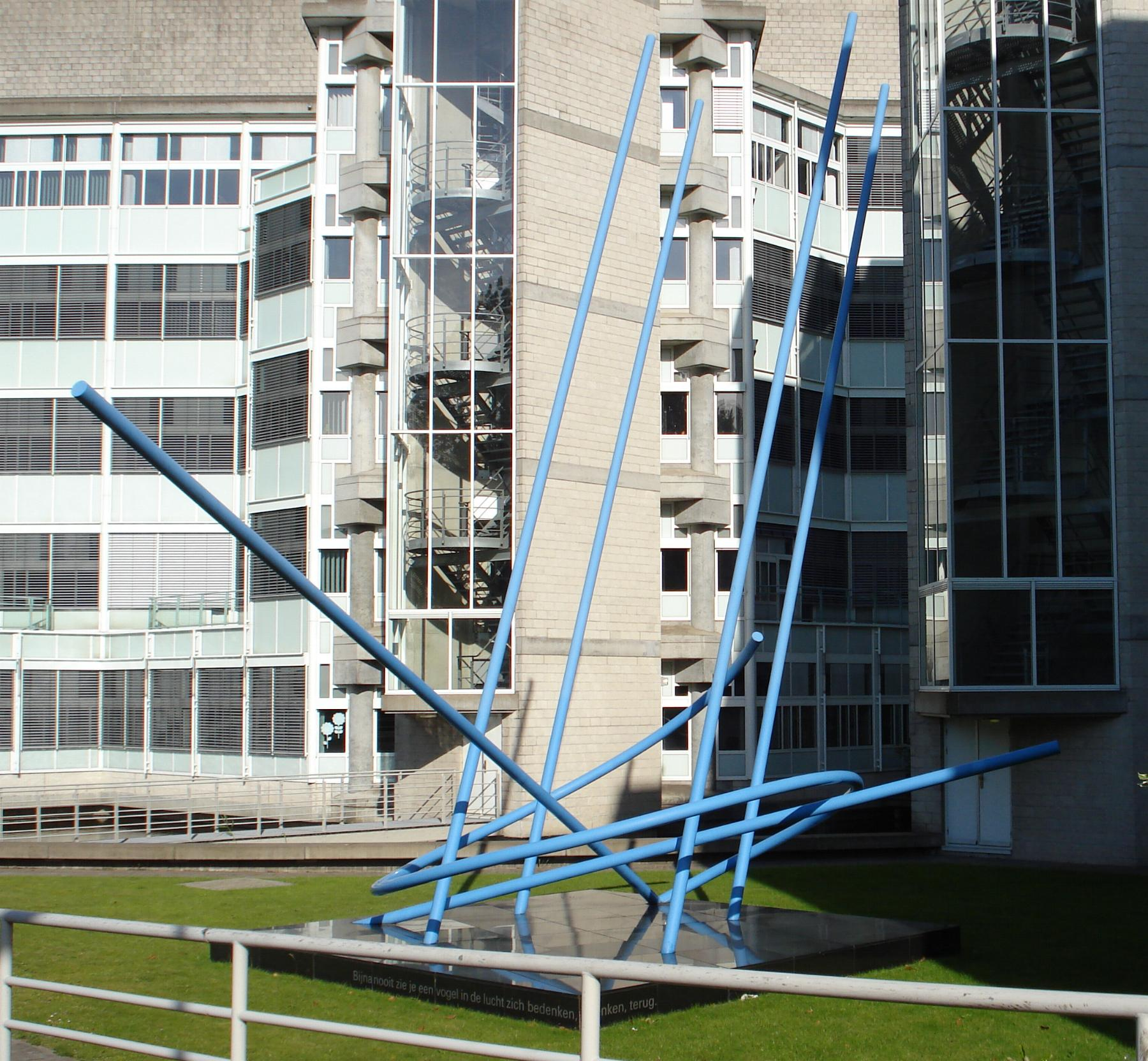
Monument van de menselijke vergissing

Er zijn verschillende plekken waar het bombardement op het Bezuidenhout wordt herdacht.
Het standbeeld Juliana van Stolberg en haar vijf zoons stond ten tijde van het bombardement op het Louise de Colignyplein. Het beeld overleefde het bombardement en stond daarna midden tussen de verwoestingen (vervangen door nieuwbouw). Dit is de reden dat het standbeeld tevens dient als monument voor de herdenking van het bombardement. Na de oorlog werd het standbeeld verplaatst naar de Koningin Marialaan nabij de Juliana van Stolberglaan in het Bezuidenhout.
Sinds 1951 is er een monument voor de slachtoffers op de Algemene Begraafplaats Kerkhoflaan. Een aantal slachtoffers is begraven in een massagraf op de Oude Algemene Begraafplaats aan de Parkweg te Voorburg. Een gedenksteen ter plekke herinnert daar aan.
Omdat veel dakloos geworden Hagenaars in buurgemeente Voorburg werden opgevangen is er, in het voorportaal van het voormalige stadhuis aan de Herenstaat 42 te Voorburg, een herinneringsplaquette aangebracht. De  getroffen inwoners van het Bezuidenhoutkwartier spraken daarmee hun dank uit voor de Voorburgse gastvrijheid. 
Aan de Laan van Nieuw Oost-Indië staat bij de brug over de Schenk sinds 1991 het Monument van de menselijke vergissing dat aan het Britse bombardement is gewijd. 
Een fysiek namenmonument voor de slachtoffers bestaat niet. Een register met 532 namen van slachtoffers is opgenomen op de website WO2sporen.eu.